# Karmeliterkirche (Boppard)

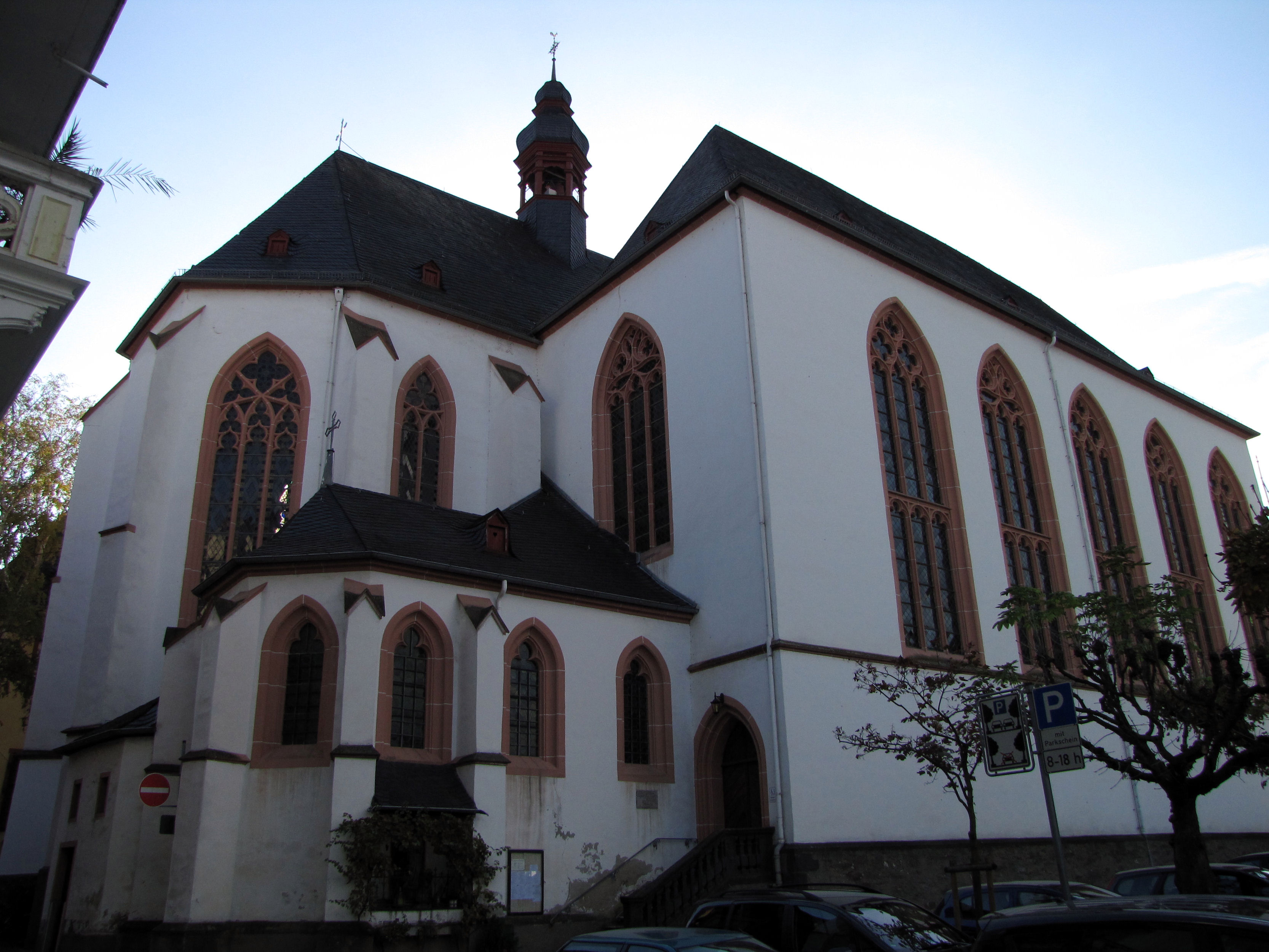
Die Karmeliterkirche in Boppard

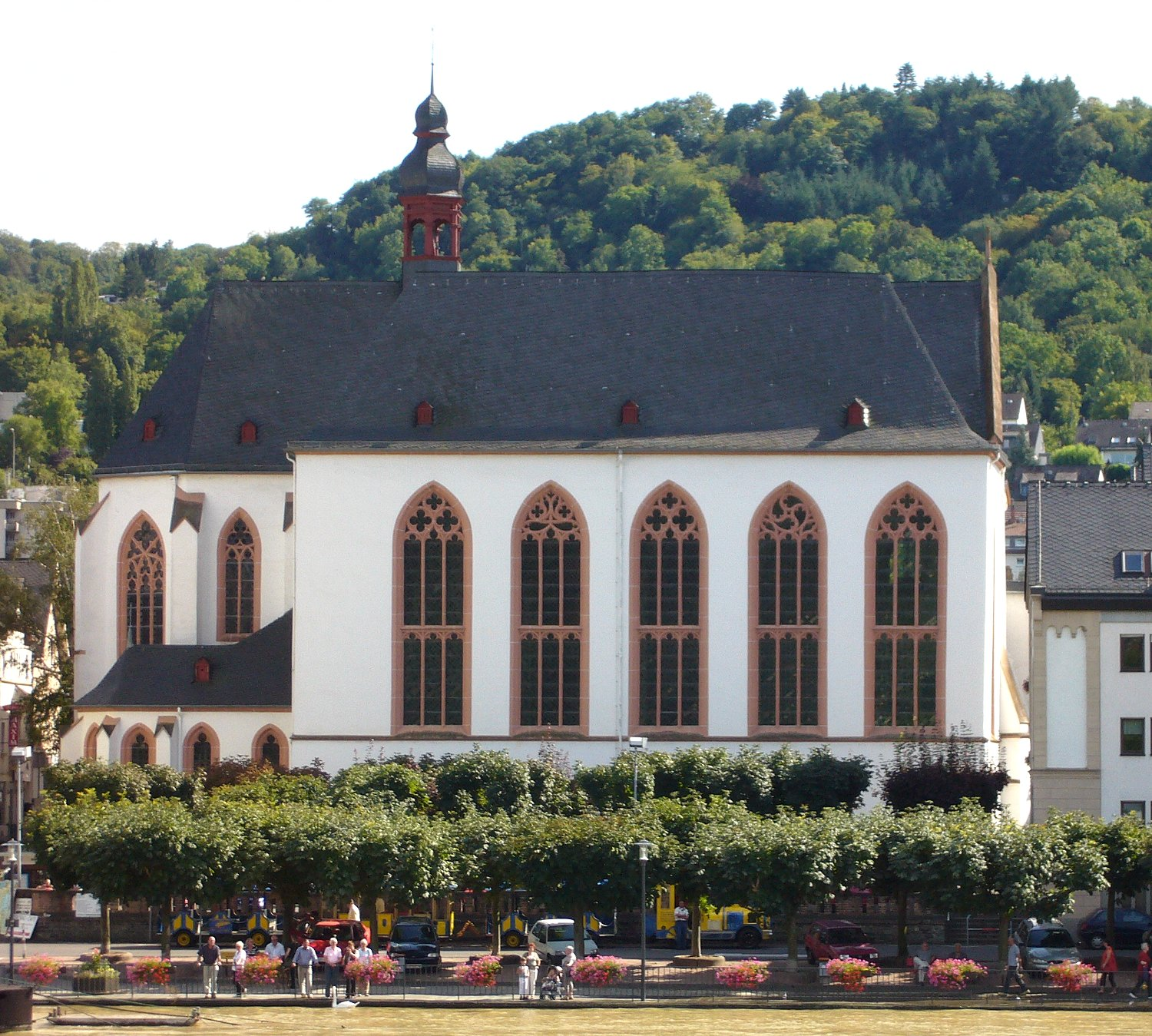
Ansicht von der gegenüberliegenden Rheinseite

Grundriss der Karmeliterkirche

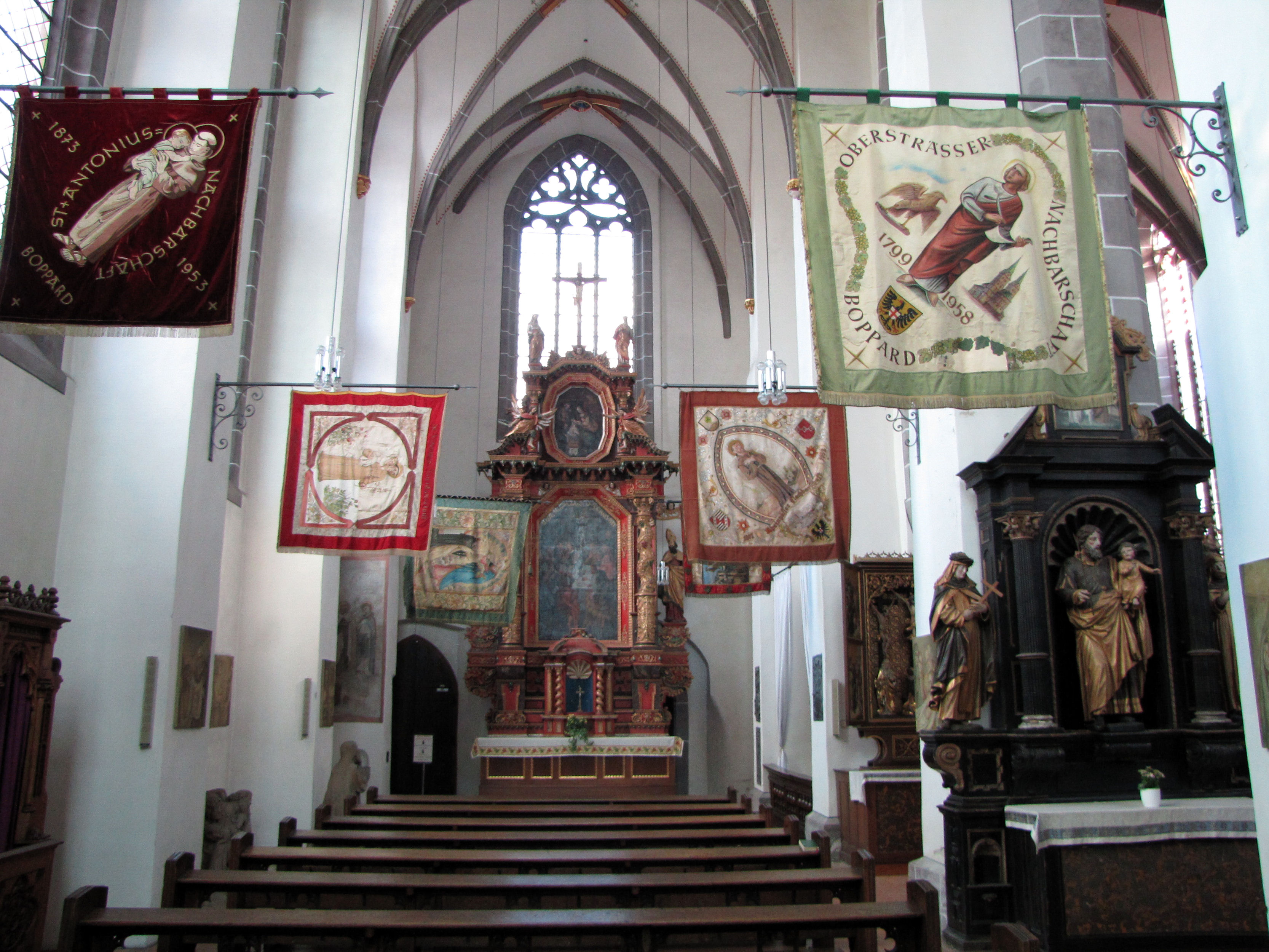
Innenraum des Seitenschiffs der Karmeliterkirche

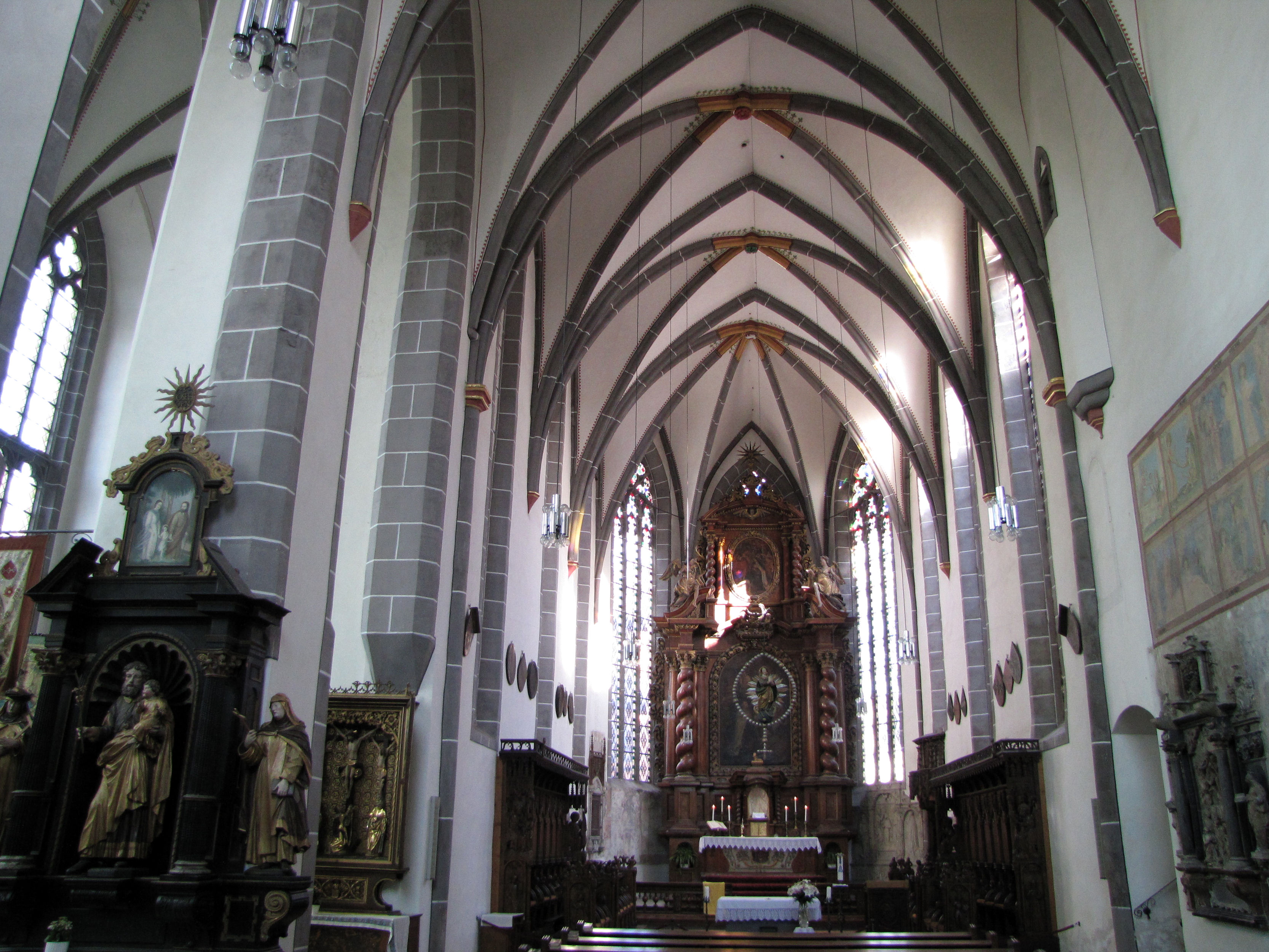
Innenraum des Hauptschiffs der Karmeliterkirche

Die Karmeliterkirche in Boppard ist eine um 1300 errichtete Klosterkirche, die zum benachbarten Karmeliterkloster von Boppard gehörte, das die drittälteste Ordensniederlassung der Karmeliten in Deutschland war. Zwischen 1439 und 1444 wurde die Kirche nach Norden hin um ein Seitenschiff erweitert. Dieses erhielt eine Fensterverglasung, die heute unter anderem in Museen in den USA und Europa ausgestellt wird. Heute gehört die Klosterkirche zur örtlichen Pfarrei St. Severus und wird von dieser für Gottesdienste genutzt.

## Lage
Die Klosterkirche befindet sich westlich des bereits seit der Römerzeit ummauerten Stadtkerns unweit des Rheins, lag aber innerhalb der im Laufe des 13. Jahrhunderts erfolgten Befestigung der Niederstadt. Südlich grenzt das eigentliche Kloster an, während im Westen das seit dem 13. Jahrhundert existierende Krankenhaus liegt. Der heutige Karmeliterplatz im Norden der Kirche war bis zu einem Großbrand 1867 noch mit 16 Wohngebäuden überbaut.

## Geschichte
Um 1300 begannen die Karmeliter an der Nordseite des Klosters mit dem Bau einer einschiffigen Kirche. Finanziert wurde der Kirchenbau durch zahlreiche Schenkungen des Stadtadels über Jahrhunderte hinweg. Dies führte zu einer großzügigen Ausstattung der Kirche, welche im Gegensatz zur schlichten Architektur steht. Untypisch für die Gepflogenheiten eines Bettelordens, hat die Kirche einen verhältnismäßig weitläufigen Chorraum. Dieser war möglicherweise ein Zugeständnis an die wohlhabenden Bürger der Stadt, die im Chor begraben werden wollten. Einige Grabplatten sind heute noch zu erkennen. Der Bau des Chorraums dauerte etwa zehn Jahre und war um 1330 abgeschlossen. Nach einem längeren Baustopp wurde dann das Langhaus errichtet. Wie bei den Karmeliten üblich wurde die Kirche Maria der Mutter Jesu geweiht und erhielt (wie auch bei anderen Bettelorden üblich) statt eines Glockenturms nur einen kleinen Dachreiter, aus dem die Glocke zum Gebet und Gottesdienst ruft.
Ursprünglich war das Langhaus flachgedeckt, erst um 1430/1440 bekam es das Kreuzrippengewölbe. In den Jahren 1439 bis 1444 wurde nach Norden hin noch ein zusätzliches Seitenschiff gebaut. Dieses Seitenschiff hat eine etwas geringere Breite, ist aber genauso hoch wie das Hauptschiff, so dass eine zweischiffige Hallenkirche entstand. Im Jahr 1444 wurde das Seitenschiff durch den Titularbischof von Salona und den Weihbischof von Trier, Gerhard, geweiht. Zwischen 1440 und 1446 erhielt das Seitenschiff farbige Glasfenster. Mit sechs Kreuzgratgewölben wurde 1454 das Seitenschiff durch den Bacharacher Meister Heintz Schmirling eingewölbt.
Im Zuge der Säkularisation 1802 wurde das Karmeliterkloster aufgehoben und fiel mitsamt der Klosterkirche an die Stadt Boppard. Die Orgel der Karmeliterkirche kam nach Niederspay. Als Ersatz wurde die Orgel des ebenfalls aufgelösten Benediktinerinnenklosters Marienberg aufgestellt. Außerdem verkaufte die Stadt im Jahr 1818 die gotischen Glasfenster des Seitenschiffs, „deren Bedeutung von den Verantwortlichen von Boppard verkannt wurden.“ Im Tausch gegen die ehemalige Franziskanerkirche erhielt 1856 die katholische Pfarrgemeinde St. Severus Boppard die Karmeliterkirche, während das Kloster im Eigentum der Stadt verblieb. Im Jahr 1875 wurde die Kirche restauriert und in der Folgezeit zunächst von der altkatholischen Gemeinde genutzt, welche sich wenige Jahre zuvor in Boppard gegründet hatte und seit dem Vorjahr über einen eigenen Pfarrer verfügte. Im Jahr 1903 wurde die Orgel, die ursprünglich aus dem Kloster Marienberg stammte, weiter nach Bad Salzig verkauft, wo sie in der Sankt-Aegidius-Kirche aufgestellt wurde. Im Folgejahr wurde eine Orgel vom Orgelbaumeister Christian Gerhardt mit 16 Registern aufgestellt.
Während des Zweiten Weltkriegs wurde 1945 das Westjoch des Seitenschiffs durch eine Bombe getroffen. Es gab erhebliche Schäden an der Orgel. Im Jahr 1950 wurde die Kirche nach dem Wiederaufbau neu geweiht. Weitere Restaurierungsarbeiten begannen im Jahr 1977 unter der Leitung von Otto Spengler. Der Außenputz wurde erneuert, einige Fenster wurden neu verglast, das seit dem 18. Jahrhundert verschlossene Ostfenster im Chor wurde wieder geöffnet und der Innenraum mit seinen Malereien wurde restauriert. Während dieser Renovierungsarbeiten entstanden im August 1984 am Dachstuhl schwere Brandschäden. Deren Beseitigung zog sich bis in den Sommer 1985 hin und konnten durch Versicherungsleistungen gedeckt werden. Im Dezember des gleichen Jahres wurde dann die Innenrestaurierung und die Erneuerung der vierzehn Wandbilder fortgesetzt. Im Zuge dieser Renovierungsarbeiten wurde auch die Orgel nach Ernst (Mosel) verkauft. Mit einer Altarweihe am 13. September 1987 durch den Weihbischof Karl Heinz Jakoby wurde das Ende der Renovierungsarbeiten gefeiert.

## Beschreibungen einzelner Objekte

### Ehemalige Fenster des Seitenschiffs

#### Geschichte
Im Seitenschiff der Karmeliterkirche, das im zweiten Drittel des 15. Jahrhunderts fertiggestellt wurde, befinden sich sieben Fenster. Die fünf Fenster der Nordwand und das Fenster der Westwand sind durch rundbogiges Maßwerk in der Mitte in ein Ober- und ein Unterfenster geteilt. Jede Hälfte besteht aus drei Fensterbahnen mit je sechs rechteckigen Feldern von etwa 49 cm × 66 cm Größe und den abschließenden Kopfscheiben mit Maßwerk. Das Fenster der Ostwand ist aufgrund der angebauten Sakristei kleiner und einteilig. Es besteht aus drei Bahnen zu jeweils neun Feldern und kleeblattbogigen Kopfscheiben. Bis 1817 waren dies überwiegend farbenprächtige Fenster, die zwischen 1443 und 1446, vermutlich in einer mittelrheinischen und einer lothringischen Werkstatt geschaffen wurden. Zu den Auftraggebern und Stiftern gehörten ein Bischof von Trier, verschiedene Bruderschaften von Boppard und Angehörige des regionalen Adels, der in der Stadt Besitz und Verwaltungsfunktionen hatte.
1817 besichtigte Lucie, Tochter des preußischen Staatsministers Hardenberg, geschiedene Reichsgräfin von Pappenheim, die gotischen Fenster und sie interessierte ihren Verlobten, den Grafen (und späteren Fürsten) Hermann von Pückler-Muskau, für einen Ankauf. Über sechs Fenster und ein weiteres, vermutliches Chorfenster, lautete ein Kaufvertrag vom 26. August 1818 mit dem der Stadtrat, „zu einem Spottpreis“ von 1200 rheinischen Gulden (Florin), dazu 400 Fl. für die Neuverglasung der Kirche, an den Grafen Pückler verkaufte. Die Fenster befanden sich „[…] allerdings durch die Zeit und unverzeihliche Mißachtung in kläglichem Zustand.“ An den vorausgegangenen Verkaufsverhandlungen waren die preußische Provinzregierung Köln, das Innenministerium in Berlin und Kunstsachverständige, mit Einwänden und Änderungswünschen beteiligt. Noch vor der behördlichen Genehmigung des Kaufs begann der Käufer mit dem Ausbau der Fenster und ihrem Versand nach Muskau. Dort war die Fertigstellung einer neugotischen Kapelle (für deren Verglasung die Bopparder Fenster vorgesehen waren) wegen finanzieller Probleme nicht erfolgt. Pückler schien darüber hinaus das Interesse an dem Kauf verloren zu haben und fürchtete neue Kosten durch die Reinigung und Neuverbleiung zerbrochener Fensterelemente. Bis auf ein Fenster blieben sie in Holzkisten verpackt und kamen, nachdem Pückler Schloss Muskau 1845 verkaufen musste, an sein Schloss Branitz. 1871, nach dem Tod Pücklers, machten die Erben, der Stadt Boppard ein Rückkaufangebot, für das der Stadtrat aber nur die Ankaufssumme von 1818 bereitstellen wollte. Auch mit den Kaufempfehlungen eines Berliner Konservators und der Regierung der Rheinprovinz kam es nicht zu einem Rückkauf.
Noch während der Verhandlungen kamen die Fenster im gleichen Jahr nach Berlin in das Königliche Institut für Glasmalerei, wo der Erbe sie für einen Verkauf wiederherstellen und ihren Wert taxieren ließ. Ende 1874 wurde, bis auf das Thron-Salomonis-Fenster, ein Großteil der Fenster für 10.000 Reichstaler an den Händler Charles Mannheim in Paris verkauft. Für diesen Zeitpunkt ist unklar, welche und wie viele Fensterelemente verkauft bzw. verschickt worden waren.
1877 kaufte der in Paris lebende Österreicher Friedrich Spitzer die vermutlich aus viereinhalb Fenstern bestehende Kollektion, die dann erstmals katalogisiert und zum Teil abgebildet wurde. Nach seinem Tode 1890 wurden die Fenster erneut im Kunsthandel angeboten und überwiegend in Einzelteilen verauktioniert. Die Höhe von mehr als 10 Metern von Unter- und Oberfenster bereitete möglichen Käufern Ausstellungs-Schwierigkeiten eines vollständigen Fensters. Unterschiedliche Sammlerinteressen lösten Wappen-, Stifter- und Heiligendarstellungen aus ihrer ursprünglichen Einheit. Bis in die Mitte des 20. Jahrhunderts wechselten Teile des Fensterzyklus im Kunsthandel ihre Besitzer. Nur in dem Museum The Cloisters in New York ist als einziges der mehrere Male neu arrangierten Bopparder Fenster (seit neuerem als Jungfrauen-Fenster bezeichnet) in vermutlich ursprünglicher Gänze zu sehen. Der Großteil der noch erhaltenen Fensterelemente befindet sich in Museen und in Privatbesitz. So werden z. B. allein für Einzelteile des Wurzel-Jesse-Fensters acht Standorte in den USA genannt. Das Metropolitan Museum of Art in New York und seine Filiale The Cloisters sind vielleicht die prominentesten Ausstellungsorte von Beispielen der Bopparder Fenster. In Deutschland sind es das Museum Schnütgen in Köln und das Hessische Landesmuseum Darmstadt, in Großbritannien die Burrell Collection im schottischen Glasgow.

#### Motive und Namen der Fenster

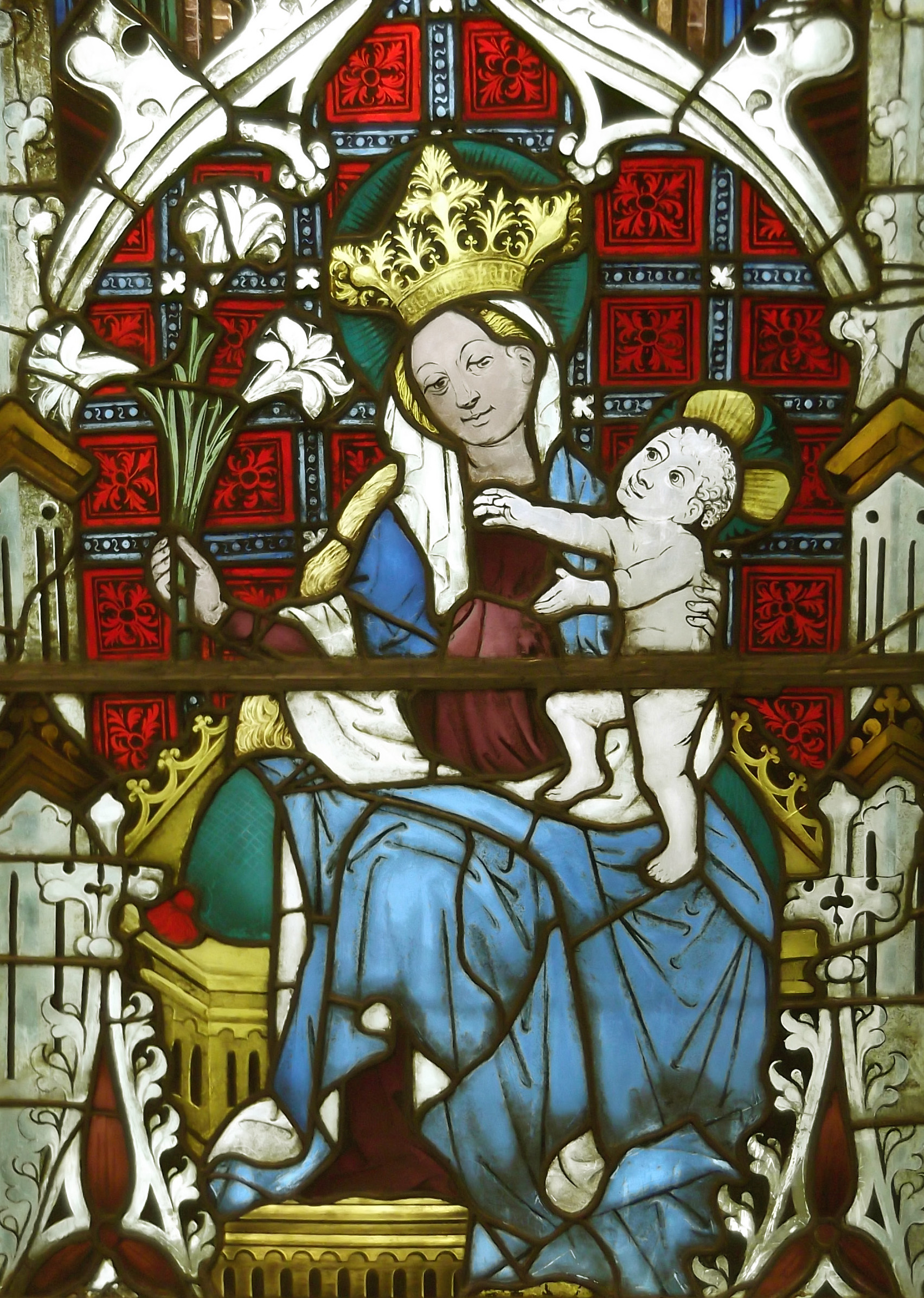
Zwei-Felder-Bild der Madonna mit Christus aus dem sog. Thron-Salomonis-Fenster. Höhe 101; Breite 76 cm, Hessisches Landesmuseum Darmstadt

Im Jahr 2013 wurde erstmals eine historiografische Bearbeitung der gotischen Fensterverglasung veröffentlicht, die als Dissertation an der Johannes-Gutenberg-Universität Mainz erarbeitet wurde und die „…eine Präzisierung oder sogar Korrektur von früheren Annahmen erlaubt“. Zweifel an der bisherigen Darstellung der ursprünglichen Verglasung sind angebracht, da die Berliner Werkstatt bei der Restaurierung und Nummerierung nur bedingt den damals noch existierenden Zeichnungen der Fenster folgte, mit „fatalen Folgen für die Rekonstruktion des ursprünglichen Bestands.“ So wurde z. B. aus dem lückenhaften Bestand der sechs Fenster von Pückler (fünf horizontal geteilte und ein kürzeres ungeteiltes), fünf zum Teil neugeordnete zweigeschossige.
Es gibt nur dürftige, kunstgeschichtlich kaum zitierbare Beschreibungen der Karmeliterkirchen-Fenster aus der Zeit vor 1818. Nach dem Ausbau und Verkauf zerstreute sich der Zyklus und spätere Beschäftigungen mit dem Thema „Bopparder Karmeliterkirchen-Fenster“ waren ihrem Auffinden und der zumindest theoretischen Wiederherstellung ihrer früheren Bestandssituation gewidmet. 1969 veröffentlichte das New Yorker Museum of Modern Art eine mögliche Zusammensetzung der einzelnen Fenster nach formalen Kriterien und gab den einzelnen Fenstern einen Namen. Spätere kunsthistorische Abhandlungen korrigierten – möglich geworden auch durch Identifizierung bisher nicht als „Bopparder Gläser“ bekannter Funde – verschiedene Aussagen. Die lokalgeschichtliche Literatur „…wiederholte unterdessen weitere Male die üblichen Angaben zum Schicksal der Verglasung.“
Mit der Rekonstruktion von sechs Fenstern erkannte J. Hayward zum ersten Mal die Darstellung der Muttergottes Maria, der Immaculata Conceptio, als übergeordnetes Fensterzyklus-Thema. Dies war vermutlich eine Vorgabe der Karmelitergemeinschaft gewesen. Die Bestimmung der begleitenden Themen der Fenster dagegen waren möglicherweise den Stiftern überlassen. Fünf der ursprünglich sieben Fenster gab J. Hayward einen Namen. Nach G. Datz waren die Fenster wie folgt installiert: Aus der Innenansicht von Westen nach Osten, über dem Haupteingang 1. das Pyrmont-Fenster (neu: Ritter-F.), in der Nordseite 2. ein vermtl. unbemaltes Fenster, 3. das Cloister-Fenster (neu: Jungfrauen-F.), 4. das Zehn-Gebote-Fenster, 5. das Bourgeois-Fenster (neu: Apostel-F.), 6. das Wurzel-Jesse-Fenster, 7. auf der Seite über dem kleinen Chor das Thron-Salomonis-Fenster. Das Wurzel-Jesse- und das Zehn-Gebote-Fenster erhielten den Namen nach ihrem Bildprogramm, das Cloister-Fenster ist nach dem Museum, in dem es aufbewahrt wird, benannt und der Name Bourgeois-Fenster geht auf den Kunsthändler Caspar Bourgeois, der es 1893 in Paris ersteigerte, zurück. Das Pyrmont-Fenster wurde benannt nach seinen Stiftern, Cuno und Margarethe von Pyrmont.

#### Das Cloister-Fenster (neu: Jungfrauen-Fenster)

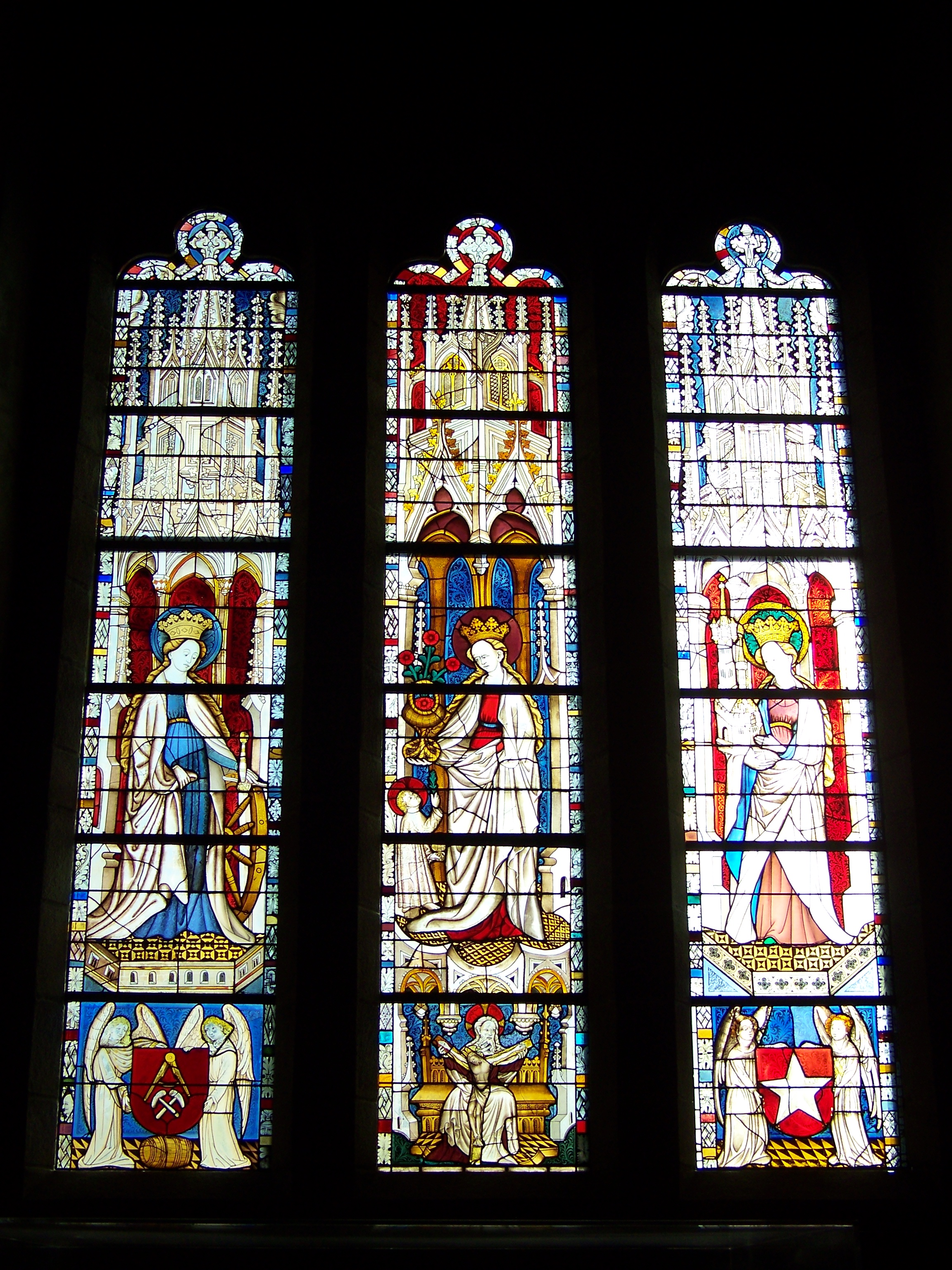
Untere Fensterhälfte des Cloisters- (Jungfrauen) Fenster

Das Cloisters-Fenster soll das einzige noch vollständig erhaltene Fenster sein. Beide Fensterhälften werden heute in The Cloisters, einer Außenstelle des Metropolitan Museum of Art in New York, im „Boppard-Room“, ausgestellt. Seinen Namen hat das Fenster von seinem Ausstellungsort erhalten. Gestiftet wurde das Fenster, nach neueren Untersuchungen von Handwerkerzeichen, offensichtlich u. a. von der Zunft oder Bruderschaft der Küfer und Schneider. Andere Stifter konnten nicht identifiziert werden.
Auf dem Fenster wird pro Fensterhälfte und Bahn zentral ein Heiliger dargestellt. Sie stehen erhöht auf Podesten unter mehrgeschossigen Gehäusen mit gotischem Maßwerk mit Fialen, Strebenbögen und Ziergiebeln, die mit Kreuzblumen und Krabben geschmückt sind. Die Farben Rot, Blau, Weiß und Gold wechseln einander ab und bilden starke Kontraste.
Im unteren Fenster sind von links nach rechts die heilige Katharina von Alexandrien, die heilige Dorothea von Cäsarea und die heilige Barbara von Nikomedien dargestellt. Die drei Jungfrauen haben offenes Haar, tragen reich verzierte Gewänder und sind mit der Märtyrerkrone ausgezeichnet. Im unteren Teil des Bildes halten auf der linken Bahn zwei Engel ein Küferwappen, einen roten Schild mit goldenem Zirkel und zwei silbernen Schlegeln über einem Weinfass. In der rechten Bildbahn zeigen zwei Engel das Wappen der Stadt Maastricht. Am unteren Ende der mittleren Bahn wird der Gnadenstuhl, ein Symbol für die Trinität, dargestellt.
Im Mittelpunkt der oberen Bildhälfte ist die Ährenkleidmadonna dargestellt. Sie trägt das mit Ähren verzierte Gewand und hat langes offenes Haar. Die Hände hält sie zum Gebet gefaltet. Maria ist reich mit Gold verziert, was ihre herausgehobene Stellung unterstreicht. Sie wird von zwei Heiligen flankiert. Auf der linken Seite steht der Bischof Servatius von Tongern. Er ist an dem großen Himmelsschlüssel in der linken Hand zu erkennen. Rechts von Maria, so wird vermutet, steht der heilige Lambert von Lüttich. Er trägt Mitra und Stab. In der Sockelzone unterhalb von Servatius ist der Erzengel Michael abgebildet. Er trägt ein weißes Gewand und einen roten Umhang und wird als Sieger auf einem Drachen stehend dargestellt. Auf der rechten Bahn im unteren Fensterabschnitt sind Jakobus der Ältere und Hubertus von Lüttich, beide mit Pilgerstab und Hut abgebildet. Neben den beiden stehen Wappenschilde. Das rechte ist gespalten und zeigt eine Schere, was auf die Zunft der Schneider hindeutet. Am unteren Ende der mittleren Bahn ist das Wappen des Bistums Lüttich zu sehen.

#### Das Pyrmont-Fenster (neu: Ritter-Fenster)

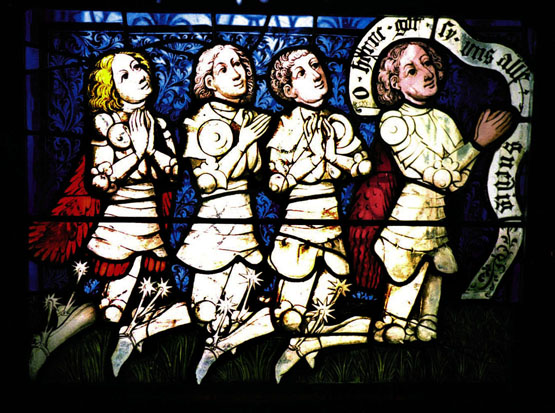
Ausschnitt aus dem Ritter-Fenster (früher auch Pyrmont-Fenster): Cuno von Pyrmont und von Ehrenberg mit Söhnen. Salve Regina University Newport USA

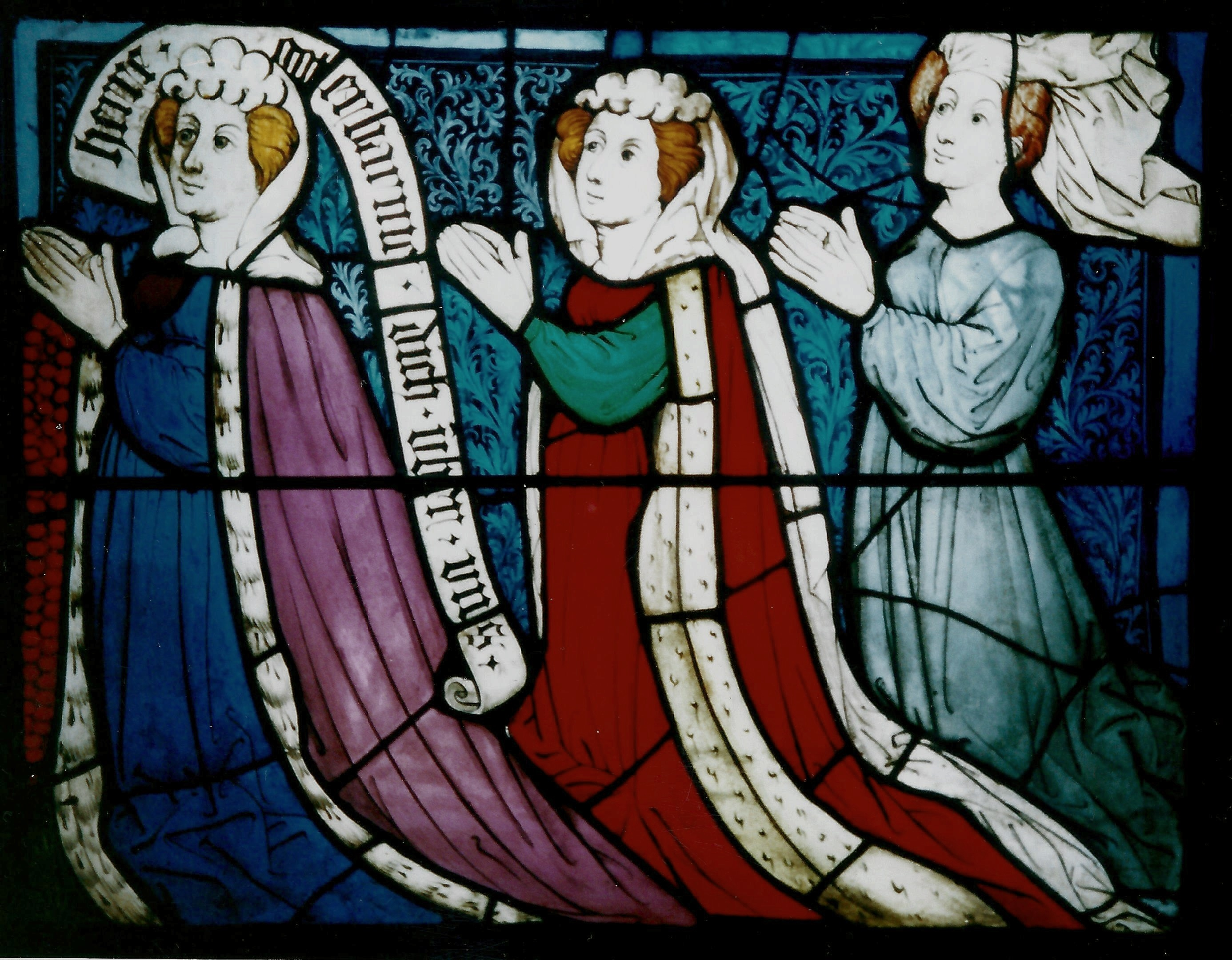
Ausschnitt aus dem Ritter-Fenster: Ehefrau Magarethe von Schönburg auf Wesel mit zwei Töchtern. Salve Regina University Newport USA

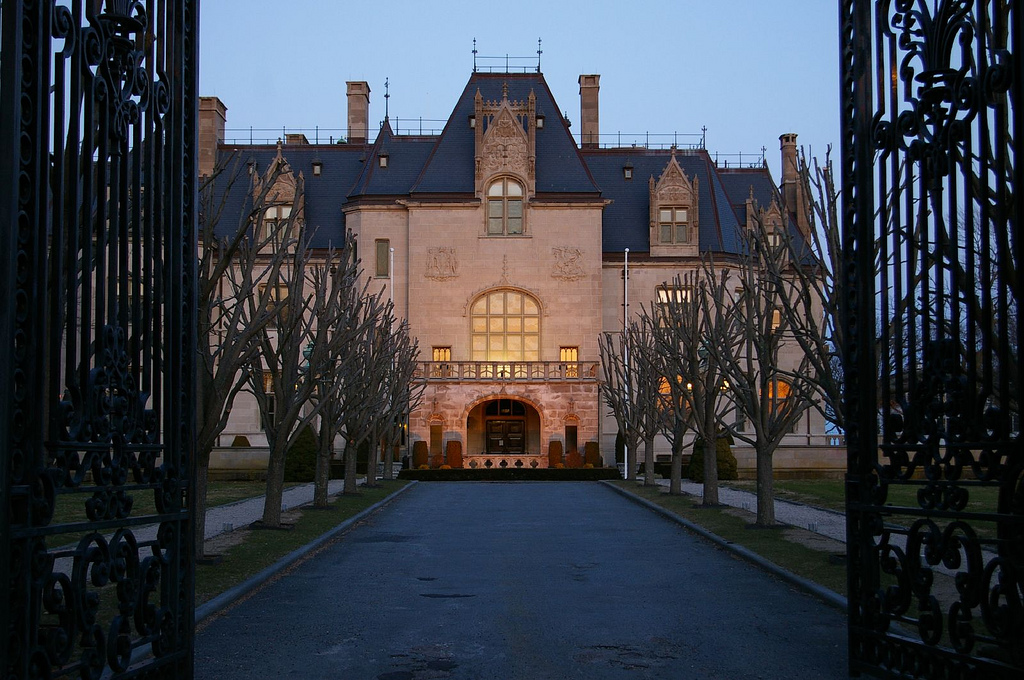
Heutiger Standort der Stifterfenster: Villa „Ochre Court“ auf dem Gelände der katholischen Salve Regina University in den USA

J. Hayward nannte 1969 in ihren Rekonstruktionen des Karmeliterfensterzyklus ein Fenster nach ihren Stiftern Cuno von Pyrmont und seiner Frau Margarethe von Schönburg auf Wesel. Durch Abbildungen, die bereits der Sammler Spitzer in Paris für einen Bestandskatalog machen ließ, sind Maria mit dem Kind auf einer Mondsichel im Strahlenkranz stehend, der hl. Michael, der gerüstete hl. Georg als Drachentöter, der hl. Bischof Kunibert, ein unbekannter Bischof, der Prophet Jeremias und der hl. Quirin für die oberen Fensterbahnen bekannt. Das Stifterpaar mit Kindern und ihr verschollenes Familienwappen bildeten das Unterfenster. Als Stifter des Fensters mit einem monumentalen Erzengel Michael und der hl. Georg als Drachentöter, werden nach neueren wissenschaftlichen Bearbeitungen die Bopparder Georgsbruderschaft und die Bruderschaften der Schmiede, Bäcker und Weber angenommen.
Bei der Auktion im Juni 1893 in Paris erwarb der New Yorker Bankier Ogden Goelet das Unterfenster. Er ließ die beiden Außenbahnen und beide Stifterfelder in das Treppenhaus seines Landhauses Ochre Court in Newport. (Heute Salve Regina University), einbauen.
Teile der von Goelet nicht verwendeten Mittelbahn wurden versteigert und kamen vorerst in Privatbesitz. Die linke Bahn des Oberfensters befindet sich heute im De Young Museum und die mittlere und rechte Bahn des Oberfensters erwarb 1939 die Burrell Collection in Glasgow aus der Sammlung von William Randolph Hearst. Eine monumentale Darstellung des Erzengels Michael als Drachentöter ist im Fine Arts Museum von San Francisco. Die Mariendarstellung ist seit 1948 in unbekanntem Privatbesitz.
Bei der rechts oben abgebildeten Stifterscheibe (zwischen 1442 und 1444 erstellt)
handelt es sich um das unterste Bildnis der linken Bahn des Unterfensters. Es sind der jugendliche Ritter Cuno von Pyrmont und von Ehrenberg und seine hinter ihm knienden drei Söhne zu sehen. Den Rittern gegenüber, ursprünglich getrennt durch eine Doppel-Wappenscheibe, ist das Feld mit der Ehefrau Margarethe (Greta) von Schönburg (Oberwesel) und zwei Töchtern.

#### Das Zehn-Gebote-Fenster
Einen ersten Nachweis des Zehn-Gebote-Fensters fand sich in einer Verkaufsanzeige von 1874, der Zyklus enthalte u. a. ein Fenster für „die zehn Gebote“. 1912 zeigte das Kölner Kunstgewerbemuseum die untere Hälfte dieses Fensters (seit 1932 Schnüttgen-Museum). 1961 zeigte die Burrell-Collection in Glasgow die Mittelbahn aus der oberen Hälfte zusammen mit einem nachträglich angefügtem Stifterfeld. 1989 wurden die Seitenbahnen der oberen Hälfte in der Salve-Regina-University in den USA „wiederentdeckt“.
Die Hauptfigur dieses Fensters ist eine alle anderen überragende Darstellung der hl. Elisabeth, wie sie Bettlern ein Gewand und Brot reicht. Gekrönt wird sie von zwei kleinen Engeln mit grünen Flügeln. Flankiert wird sie von je zwei Engeln, die das Bopparder Stadtwappen mit dem Reichsadler zeigen. Frühere Fensterbeschreibungen nannten das Fenster „Kaiserfenster“ und interpretierten die Wappen als Reichs-Wappen und die Heiligenfigur als Tochter Kaiser Sigismunds und Ehefrau des Königs Albrechts II., Elisabeth von Ungarn, obwohl für beide keinerlei Verbindung mit Boppard herzustellen war. Die Position des Fensters in der Sichtachse gegenüber der Kanzel, und als besonderes Thema die mosaische Gesetzgebung, lassen auf ranghohe Stifter schließen. G. Datz vermutet damit einen deutschen König aus der kurpfälzisch-wittelsbacher Linie, möglicherweise König Ruprecht III. und Ehefrau Elisabeth von Hohenzollern. Der obere Teil des Fensters zeigt die szenischen Darstellungen der Zehn Gebote.

#### Das Bourgeois-Fenster (neu: Apostel-Fenster)
Das, bisher nach dem Sammler Caspar Bourgeois aus Köln benannte Fenster, war zur Verherrlichung von Heiligen und Aposteln der katholischen Kirche gestiftet. Mehrfach rekonstruierten Kunsthistoriker die hypothetische Komposition des gesamten Zyklus. Mehrere Scheiben mit den Aposteln Johannes (d. Evangelist), Jacobus (d. Ältere), der hl. Agatha und einem bisher nicht identifiziertem Stifterpaar, seit den 1930er Jahren im Besitz des Hessischen Landesmuseums in Darmstadt, waren neben vagen Beschreibungen, Bestandslisten und Katalogbildern aus den Pariser Auktionen von 1893 und 1904, die wenigen Anhaltspunkte.
Der hl. Norbert von Xanten, vermutlich der hl. Gerhard von Csanad und sicher auch eine Mariendarstellung werden dem „Apostelfenster“ zugeschrieben, dem allerdings bei seinem Verkauf nach Paris 1871 bereits das Untergeschossteil gefehlt haben soll. Ein großer Verlust für dieses Fenster entstand 1957 beim Brand eines Mausoleums auf einem „Prominentenfriedhof“ von Hollywood bei dem u. a. das zentrale Fensterbild des Apostels und Schutzpatrons der Pilger, Jakobus der Ältere, zerstört wurde.

#### Das Wurzel-Jesse-Fenster
Einen ersten Hinweis auf das Motiv dieses Fensters gibt eine Verkaufsanzeige der Erben von Fürst Pückler aus dem Jahr 1874 – es zeige „das Leben und Leiden Christi.“ Die bisherige Forschung bestätigt das Thema dieses Fensters, das die Lebensstationen Jesus von der Ankündigung seiner Geburt bis zu seinem Tod und einer seltenen Darstellung des Petrus vor dem Auferstandenen zeigte. Die Kleinteilung in viele einzelne Szenen kann der Grund für die rasche Zerteilung des Fensters auf Sammler und Händler in Frankreich, der Schweiz und den USA schon nach der ersten Versteigerung 1893 gewesen sein.
1990 konnte durch die Entdeckung einer bislang vermissten Passionszene die nahezu vollständige Beschreibung des Fensters gemacht werden. Bis auf die namensgebende Figur – der ausgestreckt auf felsigem Untergrund liegenden Jesse und zwei, sich aus ihm rankenden Weinreben – ist der Großteil des Zyklus erhalten. Allerdings verteilt auf mehrere Museen und Privatbesitz in den USA.
Der Ratsherr Cuno von Pyrmont und von Ehrenberg und seine Frau Margarethe geb. von Schönburg auf Wesel stifteten 1444 dieses Fenster.

#### Das Thron-Salomonis-Fenster
Das, seit 1878 unter diesem Namen bekannte Fenster, befand sich vermutlich in dem Nebenchor der Kirche, in der Ostwand des Seitenschiffs. Es war ein-, nicht zweigeschossig wie die übrigen sechs Fenster. Stifter soll der Erzbischof Jakob I. von Sierck von Trier und ein bisher unbekanntes Ehepaar gewesen sein. Nur die Darstellung der Madonna mit Kind aus der Mittelbahn des Fensters ist noch erhalten. Seit 1931 gehört sie zum Bestand des Hessischen Landesmuseums in Darmstadt.
Weitere Darstellungen aus der Mittelbahn waren nach jüngster Rekonstruktion der thronende König Salomon, eine Kreuzigungsgruppe und der Schmerzensmann, ein Bild des leidenden Christus mit einer Geißel und Rutenbündel in beiden Armbeugen. Flankiert wurde die Mittelbahn von Abbildungen der Propheten und weiblicher Heiliger mit Spruchbändern in den Händen.
Bereits Ende des 19. Jahrhunderts fehlten diesem Fenster die unteren Stifterfelder (möglicherweise in Privatbesitz) und die Madonna. Neu geordnet und so zusammengestellt wurde es vom Institut für Glasmalerei Berlin an Fürst Pücklers Nachfolger, Graf von Arnim, geliefert und in seiner neugotischen Grabkapelle im Park von Muskau installiert. Am Ende des Zweiten Weltkriegs 1945 wurden die Kapelle und mit ihr auch das Fenster zerstört.

#### Verschollene Fensterelemente
Der Sammler und Kunsthändler Friedrich Spitzer (gest. 1890) – der mit 4000 Objekten „die größte Privatsammlung, die je existiert hat, besaß“ (lt. Zeitschrift für Bildende Kunst 1893) – hatte verfügt, dass seine Sammlung von Bopparder Fensterelementen als Ganzes veräußert werden sollte. Nachdem er selbst aber bereits Neugruppierungen vorgenommen hatte, und das Interesse der Käufer entweder vorwiegend figürlichen oder heraldischen Darstellungen galt, wurden die Fenster in den nächsten Jahrzehnten zunehmend in Einzelausbietungen gehandelt. In der Folge ging dabei einiges Wissen zu ihrem Zusammenhang verloren.
Der Kruzifixus des Wurzel-Jesse-Fensters wird bereits seit der Versteigerung 1893 vermisst, ebenso mehrere Szenen des Leidensweges Christi zur Kreuzigung. Seit 1905 sind Gläser der Maßwerke verschollen, wie Vierpässe, Rosetten mit Darstellungen von Propheten, Dreifaltigkeiten, Kreuzigungen usw. Das Gottesmutterbild aus dem Pyrmont- bzw. Ritterfenster ist seit einer Versteigerung 1948 in New York in unbekannten Händen. Bis dahin ließen sich auch noch Stifter- und Wappenscheiben nachweisen, ebenfalls Zunftwappen der Schmiede, Bäcker und Weber.
Anfang des 21. Jahrhunderts wird die Anzahl der verschollenen Felder mit 22 angegeben. 282 sollen es ursprünglich bis 1817 gewesen sein, von denen 217 sich beschreiben lassen. Von 42 Feldern ist ihre Zerstörung bekannt.

### Altäre

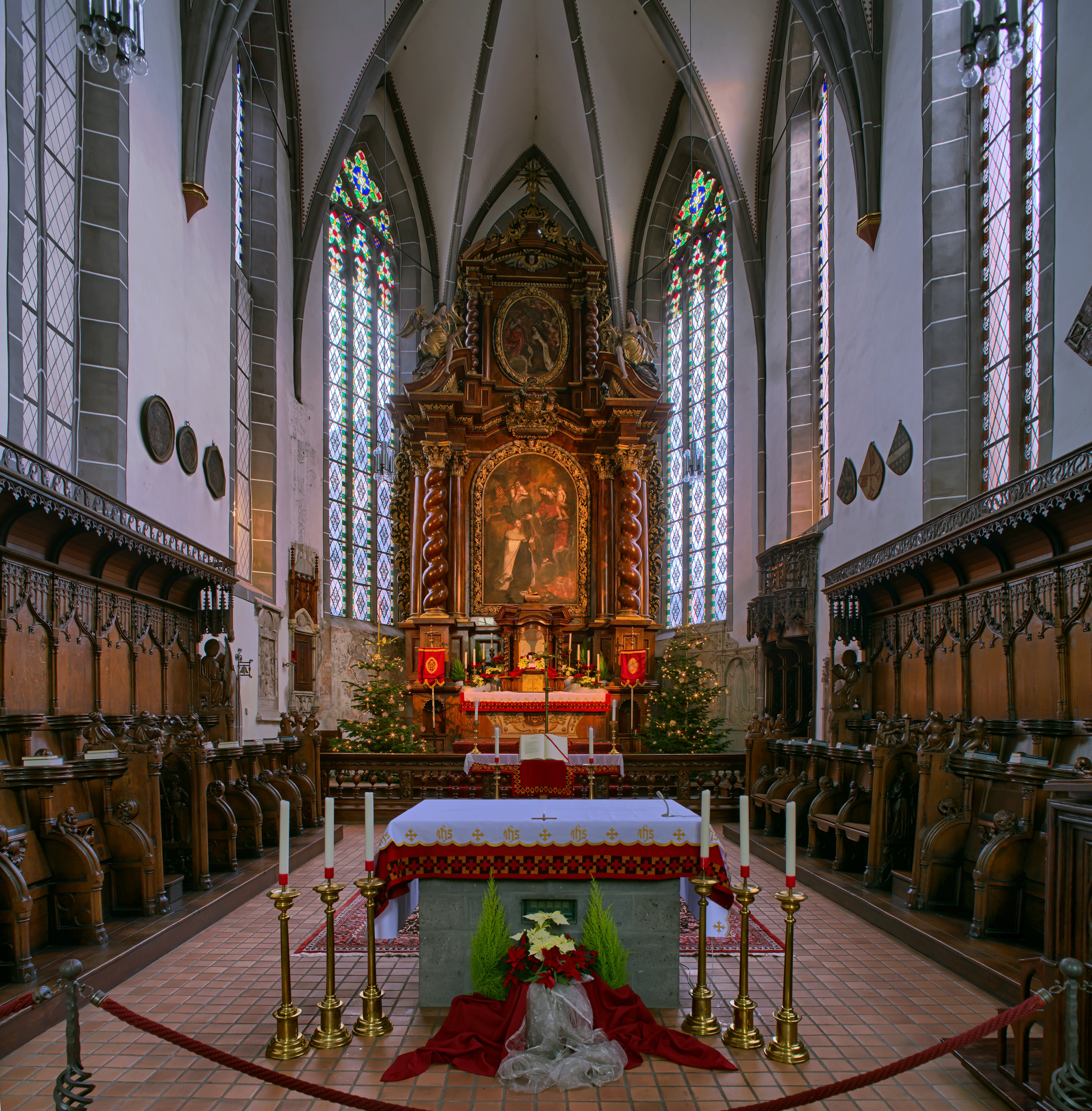
Der Chor mit dem Hochaltar

#### Hochaltar
Der Hochaltar stammt aus der Erbauungszeit der Kirche und besteht aus grauem Sandstein. Der zweigeschossige Aufsatz aus teilvergoldetem Nussbaumholz wurde im Jahr 1699 gestiftet. In der Mitte des ersten Geschosses befindet sich ein Ölgemälde, das die Muttergottes zeigt, wie sie dem heiligen Simon Stock das Skapulier reicht. Im ovalen Bild in der Mitte des oberen Geschosses ist die heilige Teresa von Ávila zu sehen. Flankiert wird dieses Bild von zwei Holzskulpturen, die zwei kniende Engel darstellen. Zwischen den zwei Altarbildern befinden sich das Wappen von Friedberg, das von einem Löwen gehalten wird, und die Inschrift „DIE HOCH UND WOHLGEBOHRNE FREY FREULEIN MARIA THERESIA VON FRIEBBERG (sic!) VND HEYDECK HAT DEN ALTAR VERGULDEN LASSEN 1734“. Im unteren Teil des Holzaufsatzes befindet sich mittig ein Tabernakel.
Im Jahr 2013 wurde der Altar restauriert.

#### Altar des Seitenschiffs

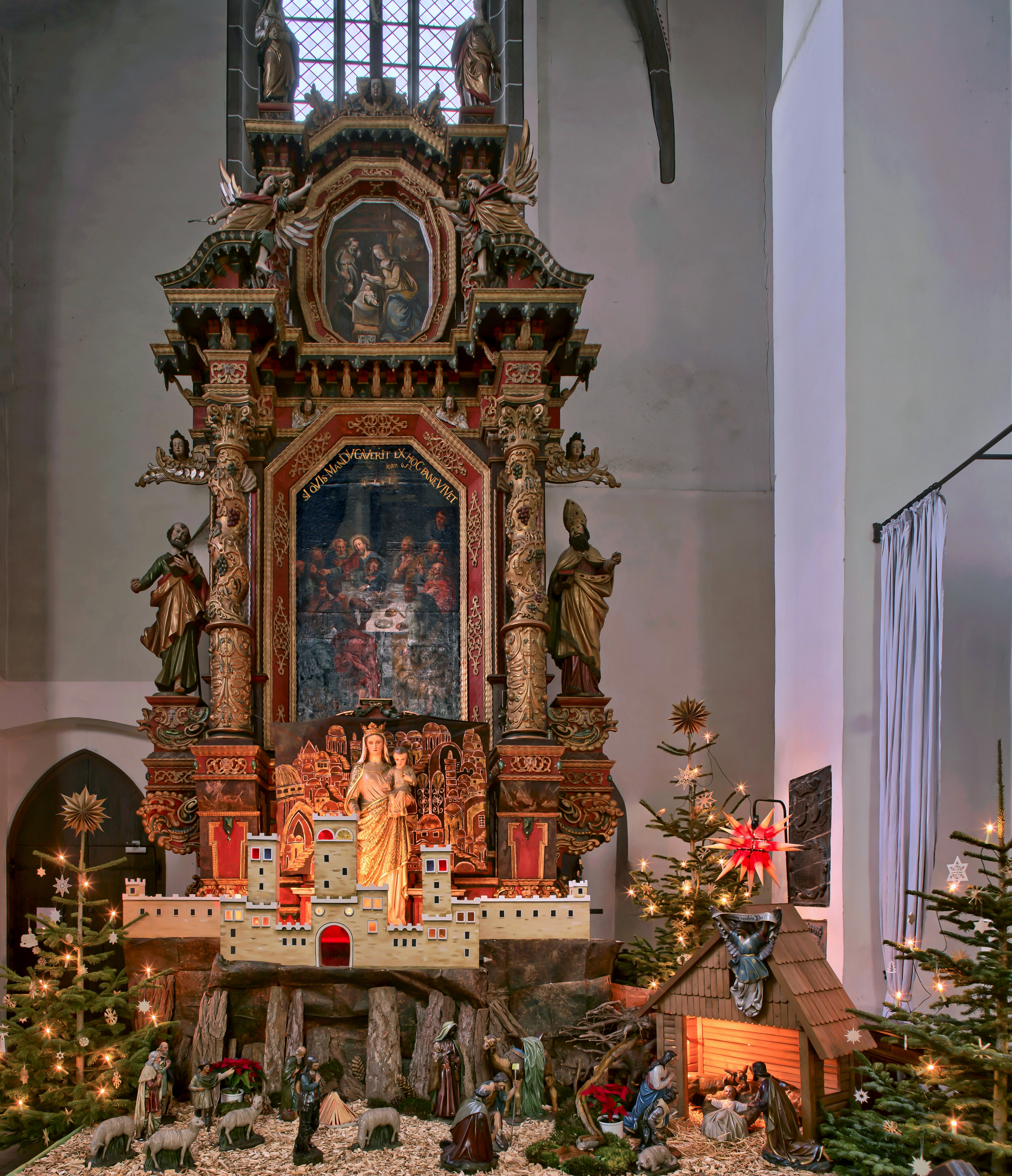
Der Seitenaltar

Im Seitenschiff wurde ein Barockaltar des heiligen Severus und des heiligen Petrus aufgestellt. Dieser war bis 1841 der Hochaltar der St.-Severus-Kirche und wurde im Jahr 1992 restauriert. Das Altargehäuse stammt aus der Mitte des siebzehnten Jahrhunderts. Auf der rechten Seite ist eine Figur des heiligen Severus, auf der linken Seite die des heiligen Petrus zu sehen. Das große Altarbild aus dem Jahr 1739 zeigt die Abendmahlszene und das Bild darüber zeigt die Geburt Christi. Der Verräter Judas, einzige Figur im Abendmahl-Bild, welche Augenkontakt zum Kirchenbesucher hat, ist soeben im Begriff, die Tafel zu verlassen. Die dargestellte Szene geht über das Abendmahl hinaus, indem von hinten rechts der Apostel Matthias hinzutritt. Er ergänzt die durch das Ausscheiden des Judas reduzierte Anzahl der Apostel wieder auf zwölf.

#### Kreuzaltar
Am hintersten Pfeiler zwischen dem Haupt- und dem Seitenschiff befindet sich der sogenannte Kreuzaltar. In diesem neogotischen Flügelaltar wurde eine sechsteilige Kreuzigungsgruppe aufgestellt. Diese stammt ursprünglich aus einer Wallfahrtskapelle in Hagnau am Bodensee. Im Jahr 1846 soll Franz Reuter auf Schöneck die Gruppe erworben haben. Daher kam die Kreuzigungsgruppe in die Kreuzbergkapelle von Boppard. Von dort wurde sie Anfang des 20. Jahrhunderts in die Karmeliterkirche überstellt. Bei dem Kirchenraub im Jahr 1970 wurden unter anderem vom Kreuzaltar die Figuren der Maria Magdalena, des heiligen Apostels Johannes und die Tränenmadonna gestohlen. Die Figur der Maria Magdalena konnte wenige Tage später von der Polizei sichergestellt werden. Die Johannesfigur wurde am 8. April 1971 von Mitgliedern des Kirchenvorstands in Brüssel für 27000 DM von einem Kunstsammler zurückgekauft. Die wertvollste Figur, die um 1510 in der Werkstatt des Ulmer Künstlers Nikolaus Weckmann aus Holz gefertigte weinende Maria, konnte jedoch zunächst nicht wiederbeschafft werden. Mehrfach erhielt die Bopparder Pfarrgemeinde St. Severus Angebote, die Figur für 500000 DM oder für noch höhere Geldbeträge zurückzukaufen, die sie aber ablehnte. Im September 2013 übergab eine Frau aus Belgien die Tränenmadonna dem Auktionshaus Dorotheum, welches daraufhin die Staatsanwaltschaft einschaltete. Da nach belgischem Recht der Besitz der Skulptur rechtmäßig (und der Anspruch auf Herausgabe auch in Deutschland verjährt) war, einigte sich der Bauverein der Kirche daraufhin mit der Besitzerin außergerichtlich darauf, ihr die Figur für 28000 € abzukaufen und erhielt sie am 27. April 2015 zurück.

### Chorgestühl

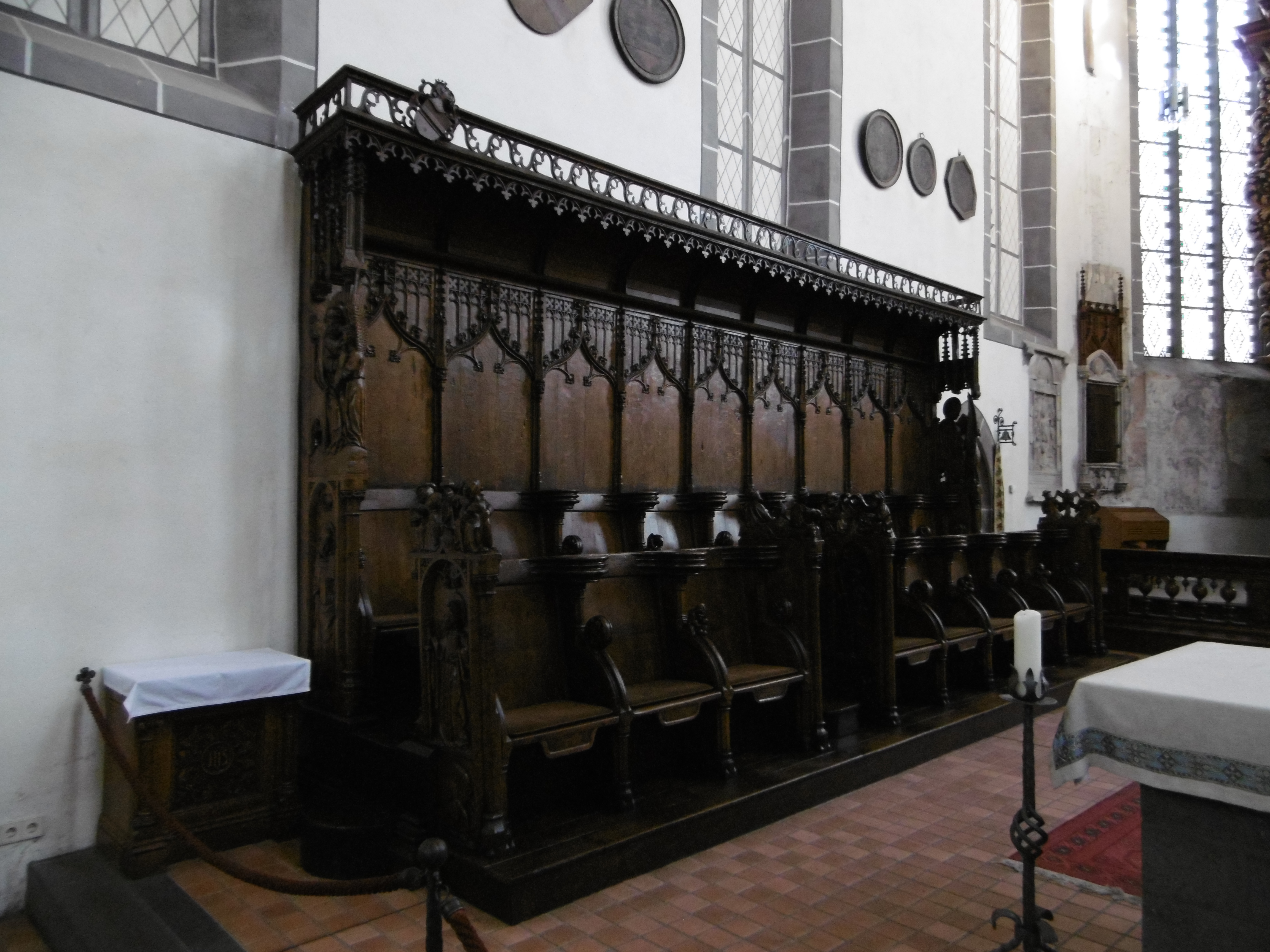
Das Chorgestühl an der Nordwand des Chors

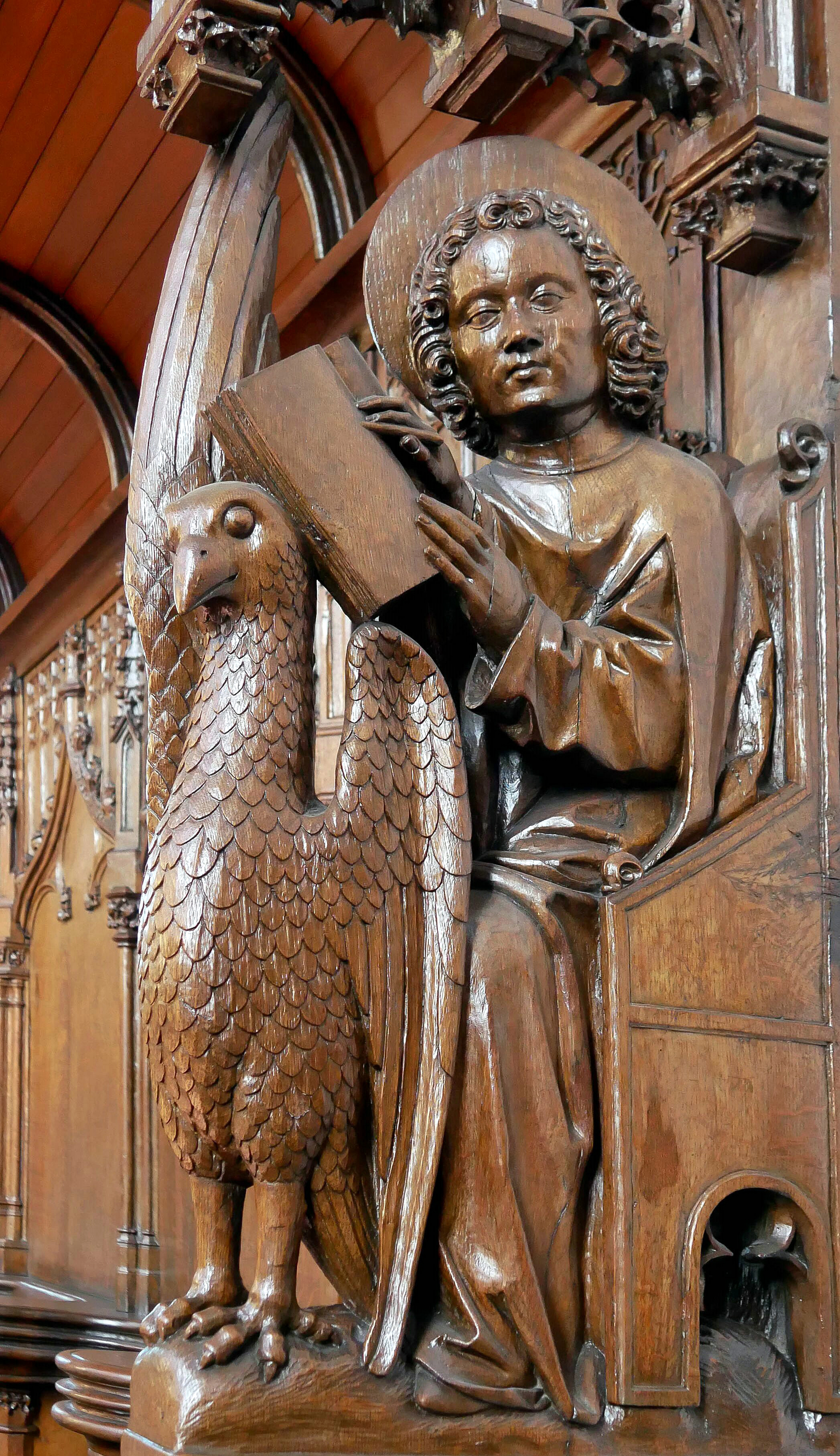
Ausschnitt des Chorgestühls an der Südwand mit dem Evangelist Johannes

Um 1460 bis 1470 wurde das Chorgestühl der Karmeliterkirche hergestellt. Es ist das am reichsten ausgestattete am Mittelrhein. Das aus Eichenholz bestehende Gestühl befindet sich an den beiden Seitenwänden des Chors und besteht aus je zwei Reihen. Die hinteren Reihen haben jeweils neun Sitze und sind durch einen Sockel erhöht. Die vorderen Reihen haben acht Sitze, anstelle des vierten Sitzes von Westen ist dort jeweils ein Durchgang.
Das Chorgestühl hat eine hohe Rückwand mit reichem Blendmaßwerk aus Kielbögen über kleineren Kleeblattbögen. In den Zwickeln sind Spitzbögen und Vierpässe zu sehen. Darüber befindet sich die Verdachung in Form einer Halbtonne mit (erneuertem) hängendem Bogenfries und durchbrochener Maßwerkbekrönung. An diesem Maßwerk ist auf der Nordseite das Wappen von Schöneck und auf der Südseite das Wappen Boos von Waldeck angebracht. Dies sind die Wappen der Stifter des Gestühls. Die Armstützen, die Gestühlwangen und die Miserikordien sind reich mit Plastiken verziert. An den hohen Wangen der hinteren Reihen sind in der oberen Hälfte die vier Evangelisten mit ihren Symbolen unter Baldachinen dargestellt. Unter den Evangelisten sind in Form von Reliefs die Muttergottes, der heilige Berthold von Kalabrien (er wird als Ordensgründer der Karmeliten verehrt), Christus und der heilige Simon Stock dargestellt. Die Reliefs der vorderen Wangen zeigen den heiligen Paulus von Tarsus, den heiligen Nikolaus von Myra, den heiligen Sebastian, die heilige Katharina, die heilige Barbara von Nikomedien und den heiligen Georg. An den östlichen Wangen befinden sich ergänzend noch die Darstellungen von der heiligen Apollonia von Alexandria und dem heiligen Simon Petrus. Auf den vorderen Gestühlwangen über den Heiligen sind Propheten mit Schriftbändern, streitende Bauern und ein Paar, das auf einem Fabelwesen reitet, als Plastiken zu sehen. Die Miserikordien sind mit Blattschmuck, Masken, Papageien und Fabelwesen geschmückt. Die Wangen der einzelnen Sitze tragen an den Fußstücken verblendete Vierpässe und die äußeren Wangen der vorderen Reihen tragen im Fußbereich Darstellungen von Fabelwesen.
Im September 2012 wurde mit Restaurierungsarbeiten am Chorgestühl begonnen, die bis ins Jahr 2013 andauerten.

### Kommunionbank
Die Kommunionbank entstammt wie der Hochaltar der spätbarocken Epoche und ist somit vermutlich um 1700 gefertigt worden. Im Jahr 2013, im Zusammenhang mit dem Hochaltar und dem Chorgestühl, wurde auch die Kommunionbank restauriert.
Sie überspannt als Dockengeländer die gesamte Chorraumbreite und trennt die Apsis vom restlichen Chorraum. Mittig befindet sich ein zweiflügeliger Durchgang und an der Nordseite neben dem Eingang zur Sakristei ist ein einflügeliger Durchlass. Der obere Brettabschluss und alle Baluster wurden aus Nussbaumholz gefertigt. Die Rahmensegmente sind beidseitig mit Eichenfurnier ausgestattet. Diese Furniere sind auf der Vorderseite am oberen Rahmenabschluss als durchlaufender Rankenfries und den aufrechten Rahmenstücken als geschlungene Volutenranke in Akanthusblattform gestaltet. An den rückseitigen aufrechten Rahmensegmenten befinden sich geschmiedete Bodenanker, die nach oben hin als gehörnte Masken ausgestaltet sind. Die Kniebank, die sich vor dem Dockengeländer befindet, ist als massives Eichenbrett ausgestaltet.

### Orgelempore
Die Orgelempore befindet sich am westlichen Ende des Hauptschiffes, zugänglich ist sie nur vom ehemaligen Kreuzgang aus. Als Werk der rheinischen Spätgotik wird sie der Zeit 1460/1470 zugeschrieben. Die Empore wird von einem vierjochigen Kreuzgewölbe getragen. Die drei südlichen Joche sind mit Birnstabrippen besetzt, auf dem nördlichen, das in das Seitenschiff hineinragt, sind diese nur aufgemalt.
Die nach Osten gerichtete Frontseite der Empore wird durch drei kielbogenförmige Öffnungen gegliedert, so dass vier gekehlte Achteckpfeiler die Gewölberippen tragen. Geschwungene Kriechblumen und Krabben verzieren die Kielbögen. Kreuzblumen, die bis in die Emporenbrüstung reichen, schmücken ihre Spitzen. Über den Pfeilern befinden sich Konsolen mit darüberhängenden Baldachinen. Bis 1970 befanden sich dort vier Figuren. Die linke und die rechte Figur stellten Bischöfe dar, der linke hat ein Kirchenmodell. In der Mitte befanden sich zwei Figuren, die vermutlich nachträglich zu einer Verkündigungsszene zusammengestellt wurden. Die Marienfigur, die ein geöffnetes Buch hält, stammt aus der ersten Hälfte des 15. Jahrhunderts. Der kniende Engel, der seine Flügel verloren hat, wurde um 1480 erstellt.

### Ölberggruppe
Die spätgotische Ölberggruppe entstand im Jahr 1437 und besteht aus vier Skulpturen. Sie befindet sich heute an der Nordwand des Seitenschiffs der Karmeliterkirche.
Ursprünglich waren sie auf dem Friedhof vor der St.-Severus-Kirche aufgestellt. Bei der Verlegung des Friedhofs in den Säuerling wurden auch diese Figuren dort wieder aufgebaut. Nachdem der Friedhof dann in den Bopparder Stadtteil Buchenau verlegt worden war, kam die Gruppe in den Innenhof der kurfürstliche Burg. Nach Verhandlungen im Jahr 2003 zwischen Stadt und Pfarrei wurden die Skulpturen wieder am 21. Oktober 2003 in den Besitz der Pfarrei übergeben, die im Mittelalter Eigentümer des Friedhofs war. Die Pfarrei stellte die Ölberggruppe im Jahr 2004 in der Karmeliterkirche auf.

### Traubenmadonna

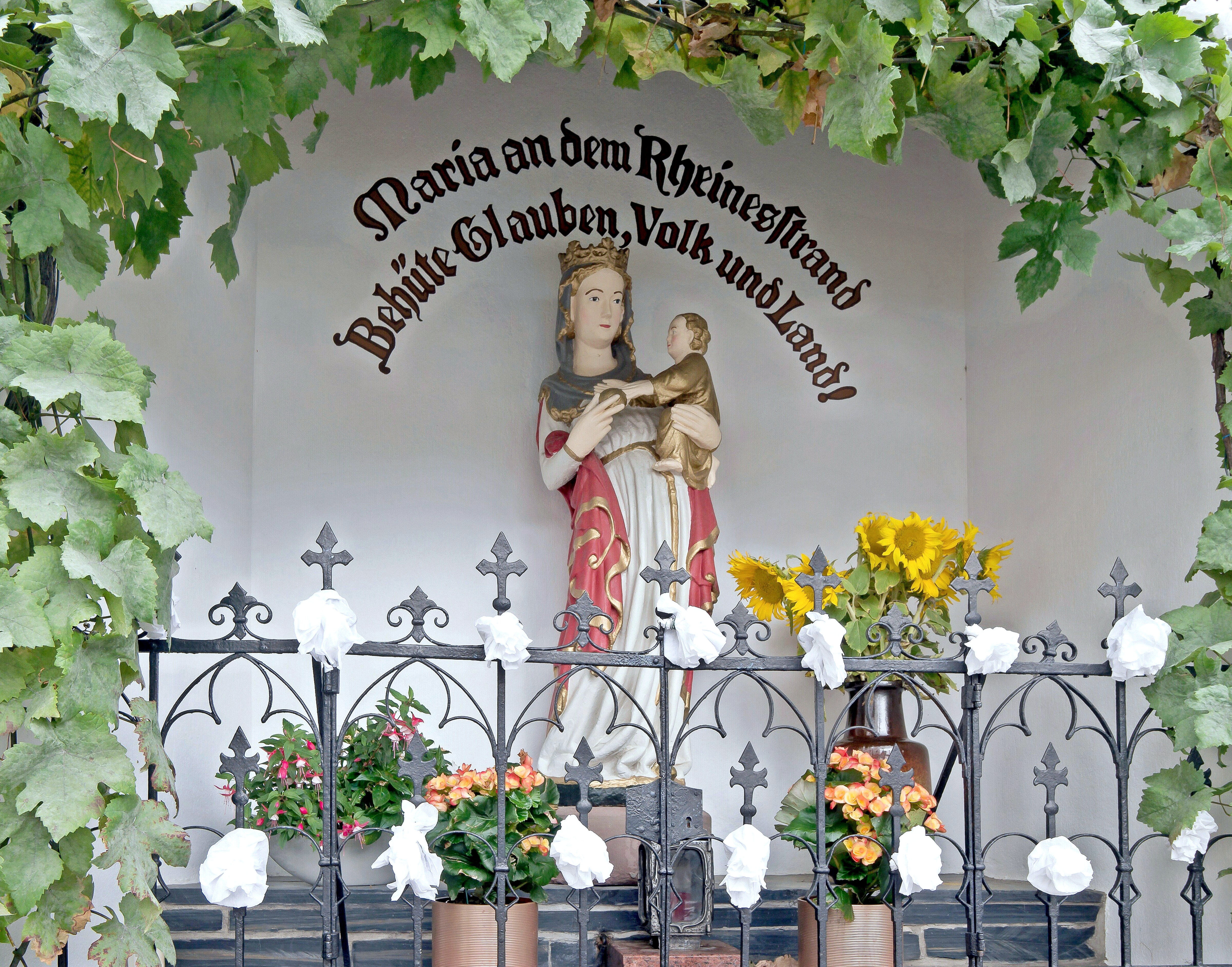
Die gotische Traubenmadonna

In einer Nische der nördlichen Außenwand der Sakristei in der Nähe des Seitenportals zwischen zwei Strebepfeilern steht eine Marienfigur mit Jesuskind. Dabei handelt es sich um eine Kopie des Originals. Diese Skulptur wird Traubenmadonna genannt, und vor ihr brennt in der Regel ein Licht. Mit der Figur ist ein alter Brauch verbunden: Von den ersten Trauben, welche die Bopparder Winzer im Bopparder Hamm lesen, werden die Besten der Traubenmadonna „geschenkt“.
Die Traubenmadonna wurde etwa um 1330 geschaffen und ist 105 cm hoch. Die Krone wurde später hinzugefügt. Der Kopfschleier der Maria fällt bis auf die Schultern, das Gewand und der Mantel zeigen einen reichen Faltenwurf. In der linken Hand hält die Muttergottes ihr bekleidetes Kind.
Im Jahr 2017 hat der Verkehrs- und Verschönerungsverein Boppard in Kooperation mit der Heersträßer Nachbarschaft als Pflegepate Figur und Nische gesäubert und farblich aufgefrischt.

### Gräber und Grabsteine

#### Epitaph für Conrad Kolb
Das Epitaph für den im Jahr 1393 verstorbenen Adligen Conrad Kolb wurde in die südliche Chorwand eingelassen. Es ist 222 cm × 113 cm groß und besteht aus rotem Sandstein. Auf dem Epitaph befindet sich ein lebensgroßes Frontalrelief des Verstorbenen, der mit beiden Füßen auf einem Löwen mit rückwärts gekehrtem Kopf steht. Er trägt eine Ritterrüstung mit zugespitzter Beckenhaube, offenem Visier und Helmbrünne. An dem tiefsitzenden Gürtel befestigt sitzt das Schwert auf der linken Hüfte. Der Oberkörper ist mit einem zugeschnürten Lendner dargestellt. In der rechten Hand trägt der Verstorbene einen nach innen gerichteten Dolch und in der linken Hand hält er den reliefierten Wappenschild der Kolb von Boppard. Dieser befindet sich ebenfalls in kleinerer Ausführung auf der Brust. Über dem Relief des Verstorbenen befinden sich krabbenbesetzte, von Fialen flankierte Kielbögen. Bis auf den Mund des Verstorbenen ist das Epitaph verhältnismäßig gut erhalten.
Die Umschrift der Gedenkplatte lautet: ANNO D(OMI)NI M CCC LXXXX TERTIO XXVII DIE MENSIS MARCII OBIIT CONRADIUS KOLB[.] IN BOP(PAR)DIA ARMIFER C(UI)US A(N)I(M)A REQUIESCAT IN PACE AMEN. Übersetzt heißt das: Im Jahr des Herrn 1393 am 27. Tag des Monats März starb Conrad Kolb von Boppard, Edelknecht, dessen Seele in Frieden ruhe, Amen.

#### Epitaph für Siegfried von Schwalbach

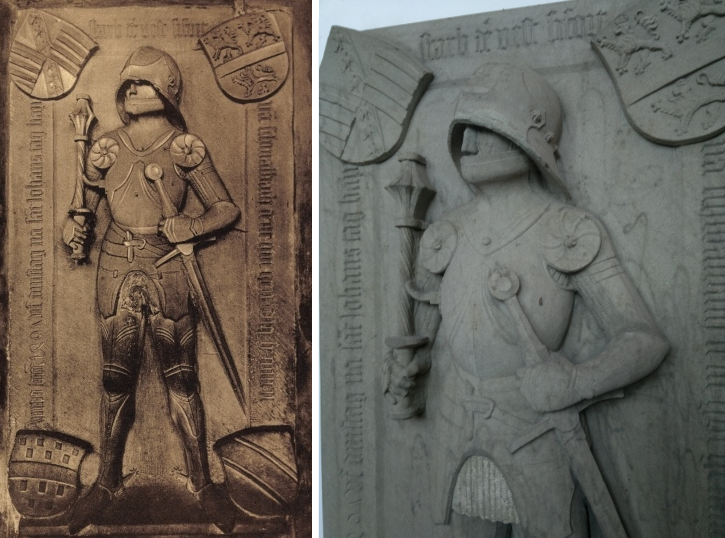
Epitaph des Siegfried von Schwalbach. Links: Um 1900, die Beschädigung durch das Abarbeiten der Schamkapsel ist noch zu sehen (alte Postkarte), rechts: heute

Siegfried von Schwalbach war 1484/85 kurtrierischer Amtmann zu Boppard und fiel 1497 im Bopparder Krieg zusammen mit einem seiner Knechte bei der Verteidigung der Balzpforte gegen die Männer des Trierer Erzbischofs Johann II. Es ist außerordentlich gut erhalten, lediglich die Schamkapsel war bereits vor 1840 vermutlich wegen ihres für spätere Betrachter zu anzüglich wirkenden Aussehens abgearbeitet und später durch ein Kettenhemd ersetzt worden (siehe Abbildung).
Die Umschrift lautet: „Anno d(omi)ni 1497 vf dinstag na(ch) sa(nk)t Iohans tag bapt(ista) / starb de(r) vest sifort / va(n) schwalbach dem got genaedig sy amen.“ Übersetzung: Im Jahre des Herrn 1497 auf Dienstag nach dem Tag des Heiligen Johanns des Täufers (27. Juni 1497) starb der tapfere Siegfried von Schwalbach, dem Gott gnädig sei, Amen.

#### Wandgrab des Johann von Eltz und seiner Gemahlin

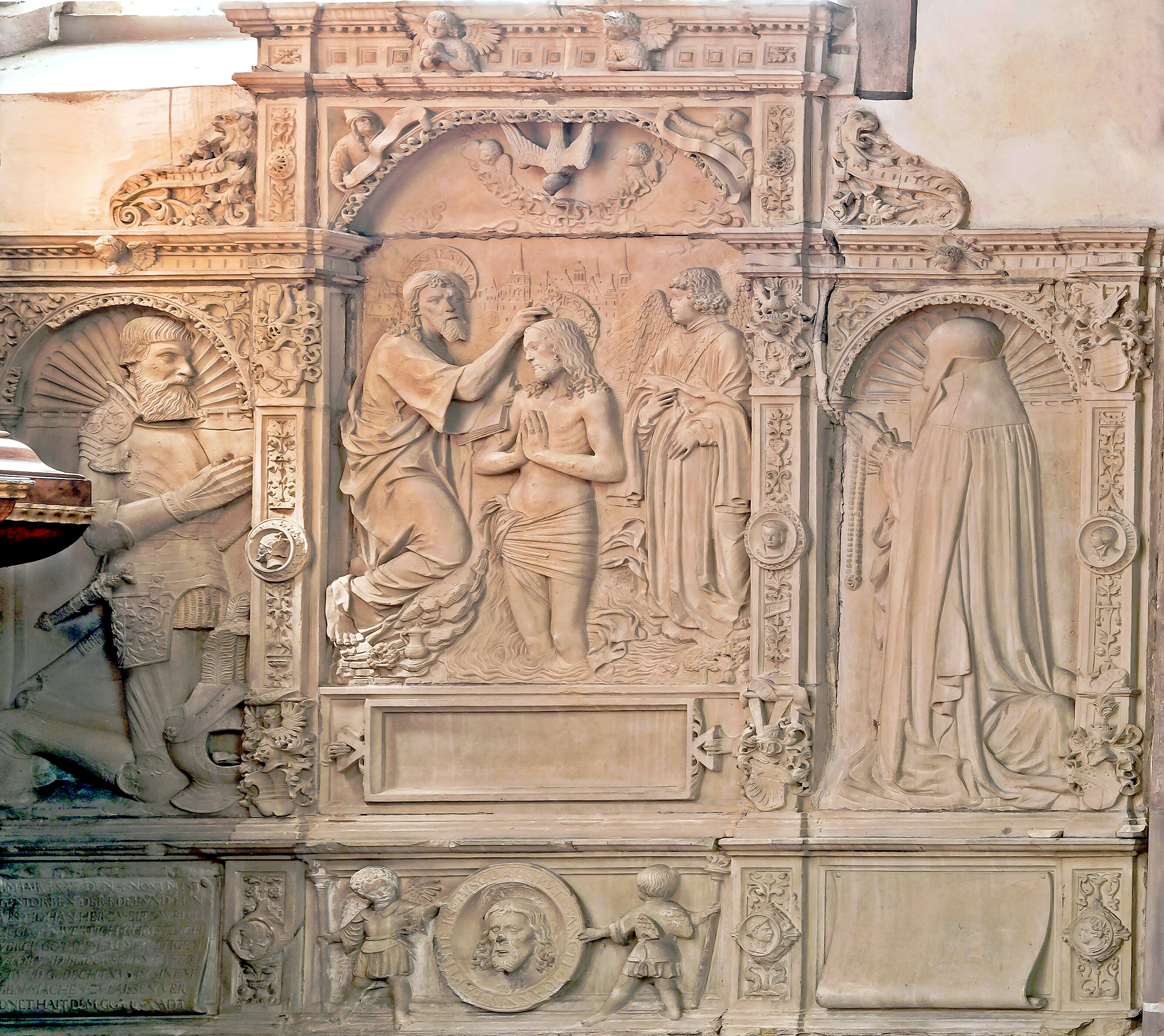
Das Wandgrab des Ritters Johann von Eltz und seiner Gemahlin Maria von Breidbach ist ein Hauptwerk deutscher Renaissance

Johann der Jüngere von Eltz war der Sohn Johanns des Älteren von Eltz und Margarethe von Helmstatt. Er war seit Mai 1496 mit Maria von Breitbach verheiratet, der ältesten Tochter aus der Ehe Johanns von Breitbach mit Loretta von Schöneck. Spätestens seit dem Jahr 1519 dürfte Johann zusammen mit seiner Frau im Eltzer Hof von Boppard, dem Stammhaus seiner Familie gewohnt haben. Er starb im Jahre 1547, seine Frau 1545.
Das Wandgrab des Ehepaars befindet sich unter dem südöstlichen Fenster des Chors. Als Grabplatte dient eine dreiteilige Ädikula aus grauem Sandstein. Das überhöhte, von einem Korbbogen geschlossene Mittelstück zeigt in Relief die Taufe Christi im Jordan mit Johannes, den Heiligen Geist in Gestalt einer Taube und einen Engel. In den beiden Außenachsen befinden sich in Muschelnischen lebensgroße Reliefdarstellungen der Verstorbenen. Sie sind kniend und zur Mitte hin blickend dargestellt. In der linken Achse wird Johann von Eltz in einer Rüstung dargestellt; die rechte Achse zeigt Maria von Breitbach in langem Gewand mit Haube und Rosenkranz. In den Bogenzwickeln der seitlichen Achsen sind Ranken und in den Zwickeln des Mittelteils sind Prophetenbüsten mit leeren Schriftbändern dargestellt. Im Gebälk über der Mittelachse befinden sich betende Engel. Die Rahmenpilaster tragen Rankenwerk, in deren Mitte sich Scheiben mit männlichen beziehungsweise weiblichen Bildbüsten befinden. Unter der zweiten Scheibe von rechts ist ein Täfelchen mit der Jahreszahl 1548 zu erkennen.

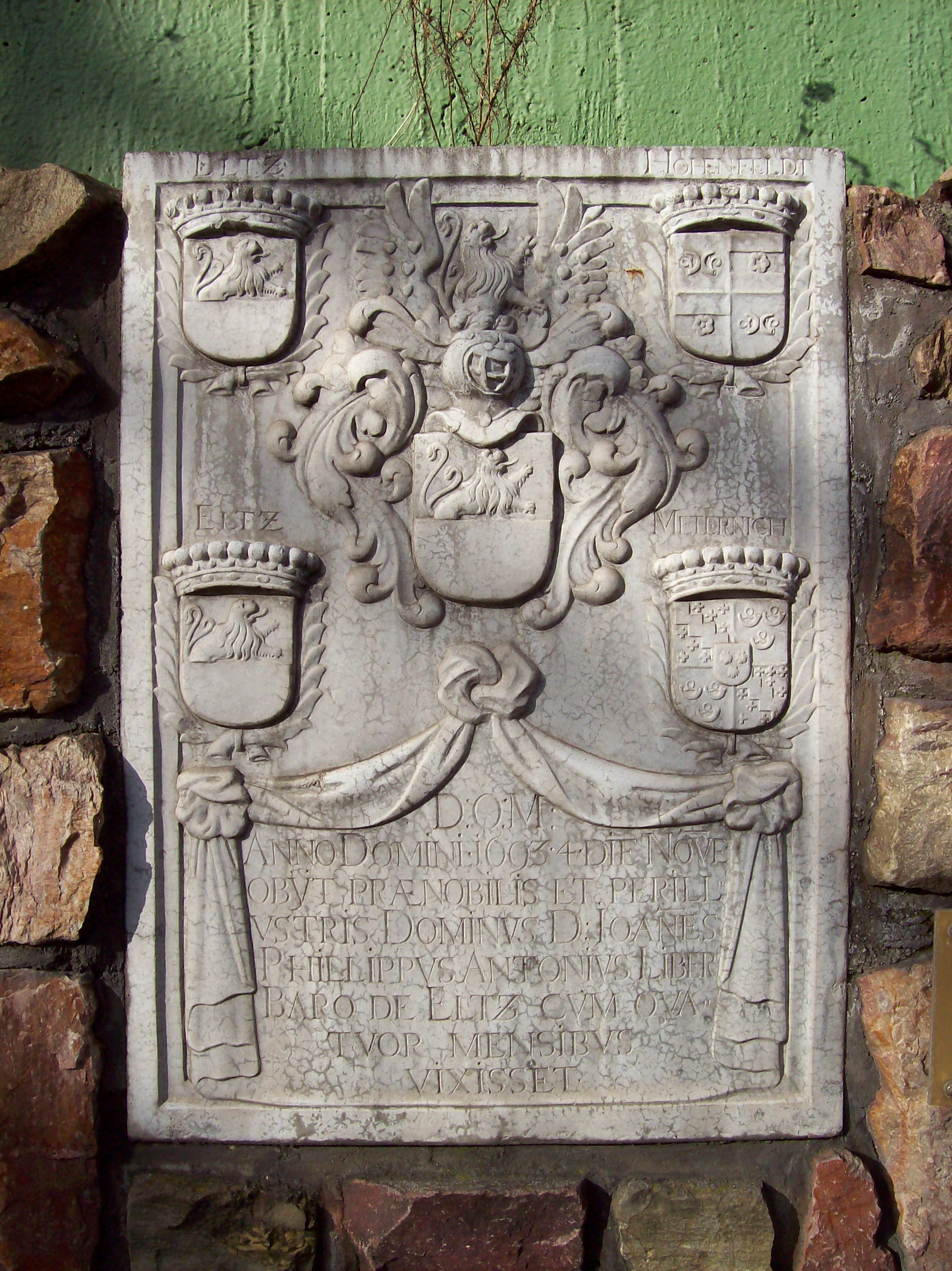
Kopie des Grabsteins des Johann Philipp Anton von Eltz

Der Sockel, der ebenfalls in drei Achsen geteilt ist, trägt in der Mitte das Relief der Johannesschüssel. Sie wird von zwei fackeltragenden Engeln gehalten und hat die Inschrift CAPVT SANCTI IOANNIS BAPTISTE IN DISCO. Unter Maria von Breitbach ist ein leeres Inschriftenfeld in Form eines halb eingerollten Pergaments, das mit Nägeln befestigt ist. Unter der Figur von Johann von Eltz ist ein Feld in gleicher Form mit folgender Inschrift: IM IAIR 1547 DEN 4 NOVEM(BRIS) IST GESTORBEN DER EDEL VND ERNVEST IOHAN HER ZV ELTZ WELCHER GEGENWERTICH CHRISTLICH WERCK GOT DEM ALMECHTIGEN ZV LOB VND BEIDER SELEN ZV TROIST VND GEDECHTNVS IN SINEM LEBEN MACHEN ZV LAISSEN VERORDNET HAIT DEM GOT G[E]NADT.
Teile der Gesimse und Gebälke, die Inschriftenfelder in der Mitte und unter der Figur der Maria von Breitbach, somit der Kopf der Taube und Teile der Engel wurden 1903 ergänzt. Der ansonst gut erhaltene Grabstein wurde laut Inschrift von Johann von Eltz zu Lebzeiten in Auftrag gegeben. Das von der Kunstgeschichte vielbeachtete Denkmal lässt sich aufgrund seiner Details wie etwa die mit Bildnisbüsten gefüllten Medaillons, die Muschelnischen und das Täfelchen mit der Datierung Hieronymus Bildhauer zuordnen.

#### Grabstein für Philipp Anton von Eltz
An der Südseite des westlichsten Pfeilers befindet sich der Grabstein von Philipp Anton von Eltz, der als Kind 1693 verstarb. Der Grabstein besteht aus schwarzem Lahnmarmor und ist 76 cm × 56 cm groß. Auf ihm sind fünf Wappen dargestellt. Drei der Wappen gehören dem Adelsgeschlecht der von Eltz, eines der von Hohenfeld und eines der von Metternich. Unter den Wappen befindet sich eine Draperie, unter der sich die Inschrift D(OMINO) O(MNIPOTENTI) M(AXIMO) ANNO DOMINI 1693 4 DIE NOVE(MBRIS) OBYT PRAENOBILIS ET PERILLVSTRIS DOMINVS D(OMINVS) IOANNES PHILLIPPVS ANTONIVS LIBER BARO DE ELTZ CVM QVATVOR MENSIBVS VIXISSET steht.

### Totenschilde
Im Chor hängen 15 Totenschilde von Adligen, die in der Kirche beerdigt wurden. Es handelt sich dabei um zwei Gruppen: halbrunde Wappenschilde und kreisrunde bzw. achteckige Tafeln mit Inschriften und Wappen.
Zu der ersten Gruppe gehören:
1. zwei Schilde mit dem Wappen Kolb von Boppard (Schwarzer Löwe auf Silber mit silberner Gürtelschnalle auf der Schulter des Löwen; eines davon: Zugehörigkeit zum Grabmal des Conrad Kolb von Boppard)[55]
2. ein Schild mit roten gekreuzten Schlüsseln auf Silber oder Gold (wohl Geschlecht „Husilstam“ (Heusenstamm?))[56][57]
3. ein Schild mit dem Wappen Ehrenberg (in Blau ein goldener Schrägbalken, beseitet von je neun goldenen Lilien)
4. ein Schild mit dem Wappen Schöneck (roter Querbalken in Gold; mögliche Zugehörigkeit zum inzwischen verschollenen Grabdenkmal für das Ehepaar Philipp II. von Schöneck und Irmgard von Braunshorn[58])
5. zwei Schilde mit dem Wappen Schwalbach (Quadriert: 1/4. Schwalbach (In Rot ein mit drei schwarzen Schwalben belegter goldener Schrägbalken), 2/3. Arsburg (siebenfach geteilt von Gold und Schwarz)). Sie enthalten jeweils Inschriften, somit ist bestimmbar, um welches Mitglied dieses Geschlechtes es sich handelt:
  1. der Totenschild des Wilhelm von Schwalbach[59]
  2. der Totenschild des Siegfried von Schwalbach[60]
6. zwei Schilde mit den Wappen Boos von Waldeck (In Rot drei schrägrechts übereinander gestellte rautenförmige silberne Sporenschnallen)
7. ein Schild mit dem Wappen Peltz von Boppard[61] (Goldener Schrägbalken auf schwarzem Feld; mögliche Zugehörigkeit zum verschollenen Grabmal des Johann Peltz von Boppard.[62])

Zu der zweiten Gruppe gehören:
1. der Totenschild der Maria Zandt von Merl, Frau des Johann Boos von Waldeck († 19. August 1543)[63]
2. der Totenschild des Johann von Eltz d. J. († 4. November 1547)[64]
3. der Totenschild des Johann Richard von Eltz († 16. September 1568)[65]
4. der Totenschild des Philipp von Flersheim († 24. Oktober 1572)[66]
5. der Totenschild des Johann Boos von Waldeck († 9. Mai 1575)[67]

Quellen zufolge befanden sich früher noch weitere Totenschilde in der Kirche, die heute verloren sind. Es handelt sich um
1. einen Schild mit dem Wappen Ehrenberg/Pyrmont (Quadriert: 1/4. Pyrmont (In Weiß (Silber) ein schrägrechts roter Zickzackbalken), 2/3. Ehrenberg (in Blau ein goldener Schrälken, beseitet von goldenen Lilien)); der Schild befand sich zwischenzeitlich am Epitaph der Margarethe von Eltz geb. von Helmstatt.[68]
2. einen Schild des Geschlechtes Bassenheim, der 1952/53 erwähnt wird, jedoch anderweitig nicht nachzuweisen ist.[69]

### Kolumbarium
Da Vertreter der Kirchengemeinde St. Severus davon ausgehen, dass das Bistum Trier langfristig keine zwei Kirchen pro Pfarrei finanziell unterstützen wird, wurde im Jahr 2012 beschlossen, in der Karmeliterkirche ein Kolumbarium einzurichten. Dies wurde auch in der Tradition der Kirche als Grabstätte von Bischöfen, Adligen und reichen Bopparder Bürgern gesehen und die Anlage war zunächst im Seitenschiff der Kirche vorgesehen. Bei einem Architektenwettbewerb gewann der Vorschlag des Büros Wandel Lorch Architekten. Entsprechend diesem Plan und im Gegensatz zu den ursprünglichen Überlegungen sollte das Kolumbarium nun im Hauptschiff unterhalb der Orgelempore entstehen, da dieser Bereich vom Raumempfinden her weniger wichtig sei. Für rund 300.000,00 € konnten 1100 Urnenplätze eingerichtet werden. Die Einsegnung des Kolumbariums erfolgte zu Maria Himmelfahrt am 15. August 2017. Die Anlage gilt als einmalig im Bistum Trier, da sie sich innerhalb des offenen Kirchenraums befindet und die Kirche gleichzeitig auch weiterhin für Gottesdienste genutzt wird.

## Karmeliterkloster

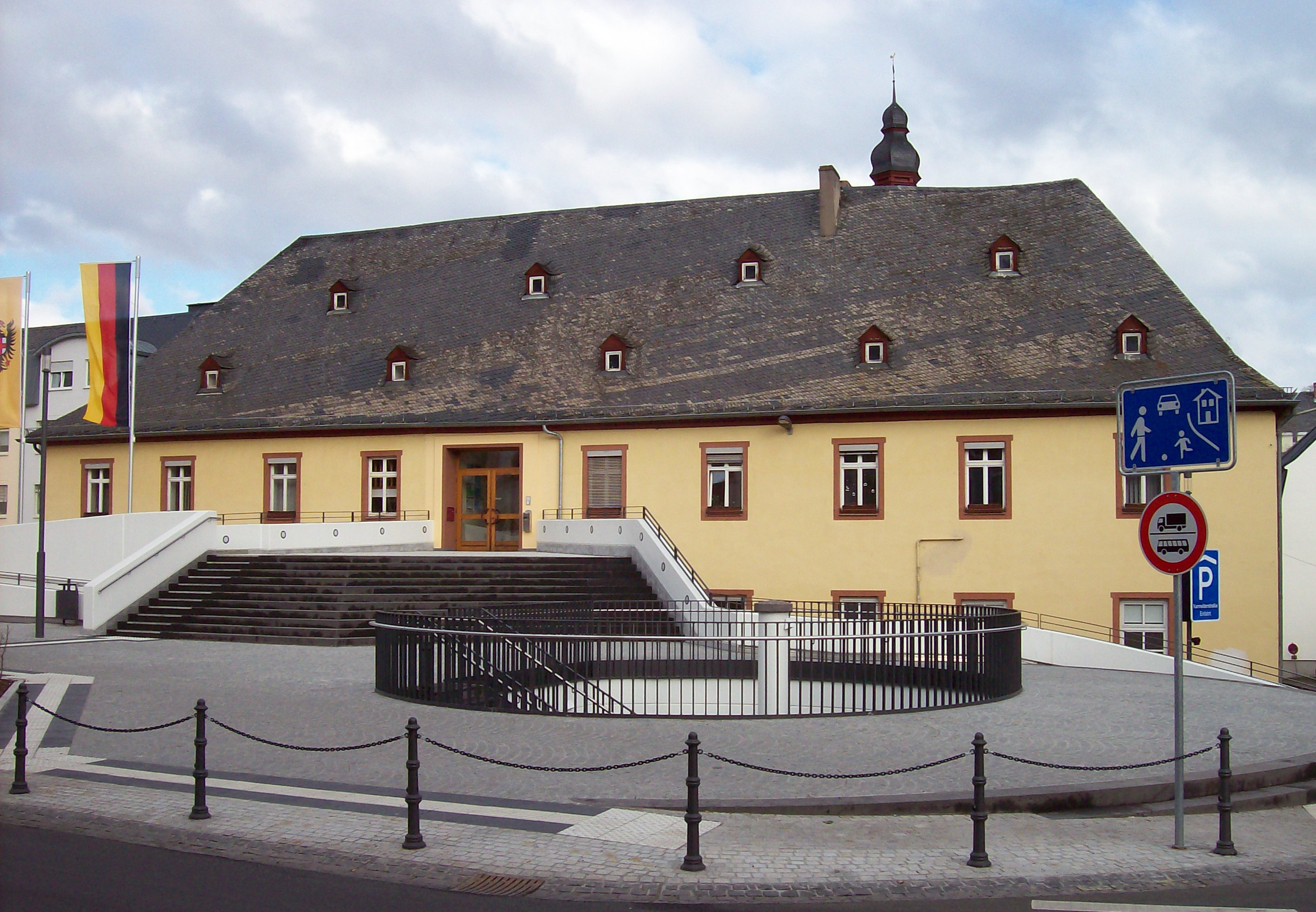
Karmeliterkloster mit dem heutigen Haupteingang zur Stadtverwaltung (2012)

Die Karmeliterkirche war die Klosterkirche des benachbarten Karmeliterklosters. Dieses wurde im 13. Jahrhundert errichtet und im 18. Jahrhundert durch einen Neubau fast komplett ersetzt.

## Denkmalschutz
Seit 2002 sind die Karmeliterkirche und das benachbarte Gebäude des ehemaligen Klosters Teil des UNESCO-Welterbes Oberes Mittelrheintal. Außerdem sind diese zwei Gebäude geschützt als eingetragenes Kulturdenkmal im Sinne des Denkmalschutz- und -pflegegesetzes (DSchG) des Landes Rheinland-Pfalz.